# Grand Prix (España)
Grand Prix (también conocido como Grand Prix del verano) es un programa de televisión español creado por la productora Europroducciones y dirigido por Francesco Boserman, emitido por La 1 de TVE y algunas cadenas autonómicas de FORTA durante los meses estivales. Es uno de los concursos más veteranos de la televisión de España, con 17 temporadas.

## Historia
En 1988, TVE comenzó a participar en el espacio Juegos sin fronteras junto a varias televisiones europeas. Los encargados de presentar este formato fueron Guillermo Summers, Daniel Vindel e Isabel Gemio. El programa se mantuvo en antena hasta 1992 y unos años más tarde, en 1995, TVE decidió emitir en su lugar un formato idéntico solo para España.
El programa comenzó a emitirse el 17 de julio del verano del año 1995, con el nombre de Cuando calienta el sol, presentado por Ramón García y con la participación de cuatro pueblos de menos de cinco mil habitantes por programa, pero en 1996 se cambió la denominación a Grand Prix y también el modelo de competición del programa por el actual, entre dos pueblos por programa. En el verano de 2005, tras 11 años ininterrumpidos de emisiones, se emitió su última edición en La 1.
En 2006, TVE pensó que se podría hacer una nueva etapa del programa, esta vez presentado por Miriam Díaz-Aroca, pero finalmente la cadena y Europroducciones no llegaron a un acuerdo en cuanto al presentador por la ruptura de la relación de TVE con Ramón García, y se decidió no emitir ninguna edición más de este programa.
Tras esta decisión, la productora Europroducciones decidió vender el programa a otras cadenas de televisión, interesándose el grupo de televisiones autonómicas FORTA. Finalmente, el programa volvió en 2007 con Bertín Osborne en la presentación del mismo junto a Cristina Urgel, y con el apoyo predominante de las cadenas Telemadrid (Comunidad de Madrid) y Canal 9 (Comunidad Valenciana), a las que se sumaron posteriormente Castilla-La Mancha TV (Castilla-La Mancha), IB3 (Islas Baleares), 7 Región de Murcia (Región de Murcia), Canal Extremadura (Extremadura) y una cadena no afiliada a la FORTA, Televisión Castilla y León (Castilla y León). Canal Sur (Andalucía) decidió no emitirlo finalmente debido al alto coste económico que suponía la producción del programa.
A la edición de 2008 se le sumó la presencia de la artista Natalia Rodríguez en sustitución de Cristina Urgel. En 2008 fue retransmitido por Canal Sur, al tiempo que Telemadrid, IB3 y la Televisión Castilla y León no emitieron el programa.
En 2009, se apuntó Radio Televisión de Castilla y León (Castilla y León), al mismo tiempo que Telemadrid volvió a emitir el programa, cosa que no hizo Canal Extremadura. El mismo año, se realizó una versión para la cadena de televisión portuguesa SIC llamada Todos Gostam do Verão, en los mismos estudios que el programa original. Concursantes de Valdepeñas representaron a España en un programa especial.
En 2023, TVE anunció que Grand Prix regresaría a la programación veraniega de su cadena principal recuperando juegos míticos del concurso. Ramón García volvió a ponerse al frente del formato 18 años después, esta vez junto a Michelle Calvó y Cristinini. 
A su vez, debido a la legislación española sobre el bienestar animal, no se podría contar con la famosa vaquilla del programa, la cual fue reemplazada por una botarga en forma de vaquilla que se usa como comodín a elección del alcalde/alcaldesa de los pueblos para estorbar a los jugadores del otro pueblo en un juego, mientras los juegos que involucraban a la vaquilla tienen ahora una botarga en forma de tiranosaurio rex llamado Nico. Adicional a ello se agregó a Wilbur, un acróbata/comediante para incluir algunos momentos cómicos entre los juegos.
En Navidad de 2024 se produjo la primera temporada de Grand Prix de la Navidad, siendo la primera vez que Grand Prix se emitía fuera del verano, la cual volvió a recibir la participación de los pueblos ganadores y finalistas de las dos últimas temporadas, se crearon pruebas nuevas pruebas y se unió a los presentadores Mikecrack.
Desde la primera edición (1995) hasta la última hasta el momento (2025), han participado 337 pueblos.

## Mecánica

### Cuando calienta el sol
En el primer año del formato, cuando tenía el título de Cuando calienta el sol, este consistía en el enfrentamiento entre 4 pueblos de la geografía española con población inferior a los 5.000 habitantes, que tenían que superar varias pruebas y obstáculos físicos e intelectuales para intentar conseguir el mayor número de puntos que den la victoria a su localidad. 
Los 4 pueblos eran representados por los colores azul, rojo, amarillo y verde. Cada equipo estaba formado por 30 componentes procedentes del pueblo participante y estos concursantes eran encabezados por el alcalde/alcaldesa de la localidad y representados por un padrino/madrina famoso que ayudaba al equipo a conseguirles puntos.
Durante 7 entregas, de cada programa salía victorioso un pueblo que se clasificaba para las dos semifinales y, de entre los pueblos semifinalistas, hubo un pueblo que pasó a esta fase por repesca. De las dos semifinales, salieron dos pueblos finalistas por entrega. Y en la final, el pueblo con más puntos se proclamaría campeón absoluto de la edición ganando un premio en metálico de 4.000.000 ptas. y el estandarte del programa.

### Grand Prix

#### Actual
Para el regreso del concurso en 2023 y al igual que la mecánica clásica, cada programa recibía la participación de 2 pueblos de la geografía española, de nuevo representados con los colores azul y amarillo, que venían con un equipo formado por 30 habitantes del pueblo participante, el cual era liderado por su alcalde/alcaldesa y representados por un padrino/madrina famoso y el objetivo de cada equipo seguía siendo recopilar el máximo número de puntos posibles a través de las pruebas. 
Ante la ausencia de la vaquilla en algunas de las pruebas, se optó por utilizar a la mascota como un comodín llamado Supervaquilla, el cual, a través de la primera prueba de cada entrega, los equipos ganaban 1 o 2 comodines según su resultado en esta y se podía hacer uso de estos al inicio de cualquier prueba por parte del alcalde. En los especiales de Navidad, los comodines se repartían entre los equipos por sorteo antes del inicio de los juegos, cuando los padrinos elegían cajas en los que podría haber 1 o 2 comodines. Cuando fuera llamada, la Supervaquilla se encargaría de dificultar la realización de la prueba al equipo contrincante mediante diversas formas dependiendo de esta como lanzándoles objetos, rociándoles con agua, golpeándolos, dificultando su visión o mareándolos. En 2024, la Supervaquilla entraba en acción a molestar a los concursantes durante 30 segundos justo cuando sonaba una campana que anunciaba su intervención. En 2025, se elimina el comodín pero la vaquilla sigue molestando a los concursantes en las pruebas, esta vez en todos los tiempos de juego y en toda su duración.
A partir de 2025, se introduce La Vaquilla Dorada, la cual es una tarjeta que se entrega a cada equipo antes de iniciar con los juegos y que se pueden hacer uso al inicio de cualquier prueba, a excepción de la prueba final, por parte del alcalde. Cuando se utilicen, si el equipo gana la prueba, se les suma 2 puntos a los ya ganados en el juego, pero si pierden o empatan en el juego, únicamente se les sumaría los puntos correspondientes.
En lo que respecta a la mecánica general del concurso, se retomó la mecánica de la temporada de Cuando calienta el sol de 1995 con varios toques de la anterior etapa. Durante las entregas eliminatorias, los pueblos participantes se clasificaban dentro de la tabla de clasificación general dependiendo del número de puntos que ganaron en su participación. Al final de estas entregas, los pueblos que se posicionaban en los 4 primeros puestos de la tabla clasificatoria pasaban a las semifinales. Una vez llegaban las 2 entregas semifinales, salió un pueblo finalista por entrega. En la final, el pueblo que hubiera conseguido más puntos en las pruebas, se proclamaría campeón absoluto de la edición llevándose un premio en metálico y el trofeo del programa.

#### Anterior
A partir de 1996, cuando pasó a llamarse Grand Prix, la mecánica del concurso sufrió algunas variaciones. El equipo seguía estando formado por 30 habitantes del pueblo participante, eran liderados por su alcalde/alcaldesa y representados por un padrino/madrina famoso. Pero, a partir de ese año, por cada programa participaban 2 pueblos, representados por los colores azul y amarillo. 
De cada programa, salía victorioso el pueblo que consiguiera más puntos a través de las pruebas y los dos se clasificaban en la tabla de clasificación general dependiendo de los puntos conseguidos. Finalmente, para la final de la edición, se enfrentaban los dos pueblos con más puntos conseguidos y el que obtuviera más puntos se convertía en el campeón absoluto de la temporada ganando un premio en metálico de 6.000.000 ptas., cifra que, a partir de 2002, junto con el paso de la peseta al euro, se convirtió en 40.000 € y 30.000 € en su etapa en FORTA. Dependiendo de la temporada, el premio en metálico iba acompañado de un trofeo que variaba de forma como un estandarte, una estatuilla o un trofeo.

## Presentadores
|                   |      |      |      |      |      |      |      |      |      |      |      |      |      |      |      |      |      | Programas |
| Edición           | 1    | 2    | 3    | 4    | 5    | 6    | 7    | 8    | 9    | 10   | 11   | 12   | 13   | 14   | 15   | 16   | 17   | Programas |
| Año               | 1995 | 1996 | 1997 | 1998 | 1999 | 2000 | 2001 | 2002 | 2003 | 2004 | 2005 | 2007 | 2008 | 2009 | 2023 | 2024 | 2025 | Programas |
| ----------------- | ---- | ---- | ---- | ---- | ---- | ---- | ---- | ---- | ---- | ---- | ---- | ---- | ---- | ---- | ---- | ---- | ---- | --------- |
| Julia Alfaro      |      |      |      |      |      |      |      |      |      |      |      |      |      |      |      |      |      | 13        |
| Elisa Andrea      |      |      |      |      |      |      |      |      |      |      |      |      |      |      |      |      |      | 11        |
| Mikecrack         |      |      |      |      |      |      |      |      |      |      |      |      |      |      |      |      |      | 3         |
| Kateryna Borokh   |      |      |      |      |      |      |      |      |      |      |      |      |      |      |      |      |      | 8         |
| Michelle Calvó    |      |      |      |      |      |      |      |      |      |      |      |      |      |      |      |      |      | 7         |
| Virginia Chavarri |      |      |      |      |      |      |      |      |      |      |      |      |      |      |      |      |      | 10        |
| Miriam Domínguez  |      |      |      |      |      |      |      |      |      |      |      |      |      |      |      |      |      | 13        |
| Oihana Etxebarria |      |      |      |      |      |      |      |      |      |      |      |      |      |      |      |      |      | 18        |
| Ángela Fernández  |      |      |      |      |      |      |      |      |      |      |      |      |      |      |      |      |      | 8         |
| Patricia Gallo    |      |      |      |      |      |      |      |      |      |      |      |      |      |      |      |      |      | 11        |
| Marta García      |      |      |      |      |      |      |      |      |      |      |      |      |      |      |      |      |      | 8         |
| Ramón García      |      |      |      |      |      |      |      |      |      |      |      |      |      |      |      |      |      | 153       |
| Yaiza Guimaré     |      |      |      |      |      |      |      |      |      |      |      |      |      |      |      |      |      | 8         |
| Betty Liu         |      |      |      |      |      |      |      |      |      |      |      |      |      |      |      |      |      | 10        |
| Cristinini        |      |      |      |      |      |      |      |      |      |      |      |      |      |      |      |      |      | 20        |
| Susana Marca      |      |      |      |      |      |      |      |      |      |      |      |      |      |      |      |      |      | 8         |
| Anastasia Mieeva  |      |      |      |      |      |      |      |      |      |      |      |      |      |      |      |      |      | 8         |
| Wilbur            |      |      |      |      |      |      |      |      |      |      |      |      |      |      |      |      |      | 28        |
| Bertín Osborne    |      |      |      |      |      |      |      |      |      |      |      |      |      |      |      |      |      | 40        |
| Mar Regueras      |      |      |      |      |      |      |      |      |      |      |      |      |      |      |      |      |      | 26        |
| Feli Rodríguez    |      |      |      |      |      |      |      |      |      |      |      |      |      |      |      |      |      | 8         |
| María Rodríguez   |      |      |      |      |      |      |      |      |      |      |      |      |      |      |      |      |      | 13        |
| Natalia Rodríguez |      |      |      |      |      |      |      |      |      |      |      |      |      |      |      |      |      | 26        |
| Jennifer Rope     |      |      |      |      |      |      |      |      |      |      |      |      |      |      |      |      |      | 10        |
| Vanesa Rubio      |      |      |      |      |      |      |      |      |      |      |      |      |      |      |      |      |      | 13        |
| Susana Santos     |      |      |      |      |      |      |      |      |      |      |      |      |      |      |      |      |      | 8         |
| Pilar Soto        |      |      |      |      |      |      |      |      |      |      |      |      |      |      |      |      |      | 13        |
| Cristina Urgel    |      |      |      |      |      |      |      |      |      |      |      |      |      |      |      |      |      | 14        |
| Lalachus          |      |      |      |      |      |      |      |      |      |      |      |      |      |      |      |      |      | 8         |

     Presentador principal
     Copresentador/a

## Equipo

### EtapaTVE

#### Presentadores

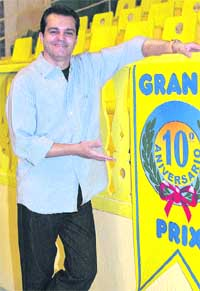
Ramón García en el plató de Grand Prix en 2004 celebrando el 10.º aniversario del concurso.

| - Ramón García (1995-2005/2023-act.) - Betty Liu (1995) - Jennifer Rope (1995) - Virginia Chávarri (1995) - Mar Regueras (1996-1997) - Miriam Domínguez (1998) - Pilar Soto (1999) - Elisa Andrea (2000) - Patricia Gallo (2000) - Julia Alfaro (2001) - Oihana Etxeberría (2002-2003) - Yaiza Guimaré (2004) | - Feli Rodríguez (2004) - Susana Cantos (2004) - Susana Marca (2004) - Marta García (2004) - Anastassia Mineeva (2004) - Kateryna Borokh (2004) - María Rodríguez (2005) - Vanesa Rubio (2005) - Michelle Calvó (2023) - Cristinini (2023-2024) - Wilbur (2023-act.) - Mikecrack (2024) - Lalachus (2025-act.) - Ángela Fernández (2025-act.) |

#### Bailarinas
| - Ruth Domínguez (1995) - Ana Treserra (1995) - Elena de Miguel (1995) - Susana Cores (1995-1997) - Carol Tamayo (1995) - Elena de Pablo (1995) - Belén Sobesobo (1995) - Elena de Miguel (1996) - Ana Isabel Peralta (1996) - Mónica Corrales (1996) - Noemí Ramal (1996) - Gema González (1996) - Vicky Hughes (1996) - Susana Reija (1997) - Raquel Baena (1997) - Isabel Rúa (1997) - Amanda Rúa (1997) - Carol Tamayo (1997) - Evangelina Oltra (1998) - Anette Smidt (1998) | - Irina Riazantseva (1998) - Raquel Calvillo (1998/2002-2003) - Virginia González (1998) - Olga Domenech (1998) - Miriam Virto (1998) - Loli Ibáñez (1999) - Nuria Artero (1999) - Eva Castañeda (1999/2001-2002/2005) - Mar Cutillas (1999) - Vanessa García (1999) - Elvira López (1999) - María Ruiz (1999) - Gema Sánchez (1999) - Raquel Sánchez (1999/2002) - Katia Borokh (2000/2002) - Marbelys Zamora (2000-2001) - Miriam Viñolas (2000-2001) - Patricia Morales (2000/2002) - Susana Cerro (2000-2001) - Vanesa Madrigal (2000/2002-2003) | - Yrina Riazantswa (2000) - Catherine Borokh (2001) - Marta García (2001/2004) - María Ruiz (2001) - Marta Torres (2001) - Gema Álvaro (2002) - Emi Clement (2002) - Silvia Guijarro (2003) - Rosa María Moruno (2003) - Sara del Pino (2003) - Erika Quintano (2003) - Susana Marca (2004-2005) - Susana Cantos (2004-2005) - Feli Rodríguez (2004) - Kateryna Borokh (2004-2005) - Yaiza Guimare (2004-2005) - Anastassia Mineeva (2004) - Miyiam Brito (2005) - María Rayo (2005) - Laura Mezcua (2005) |

#### Música
- Eduardo Leiva (1995-2001)
- Danilo Vaona (2002-2005)
- Federico Vaona (2023-act.)

#### Árbitros
| - Almudena Fernández (1995-1997/1999-2004) - Raúl Rubio (1995-1996) - Roberto Luis Gil (1995) - Sonia Araujo (1995) - Joaquín Panera (1997) - César Jiménez (1997) - Montserrat Garvi (1998) - María Teresa Abedaño (1998) | - David de la Fuente (1998) - Rafael Fernández (1999) - Diego Serrano (1999-2005) - Javier Rodríguez (2000) - Raúl Eguía (2001) - Brandy Rodríguez (2002-2005) - Asunción Langa (2023-act.) - Eduardo Vicente (2023-act.) |

#### Azafatos
| - Héctor Cruz (1999) - Daniel Martín (1999/2001-2002) - Jaime Rodríguez (1999-2005) - James Washington (1999-2000) - Antonio Fernández (2000) - Daniel Rodríguez (2000) - Antonia Coronado (2000-2001/2003) - Eva Rodríguez (2000) - María Valencia (2000) - Silvia Sánchez (2000) - Héctor del Moral (2001-2005) - Francisco José Roche (2001) - Silvia Sánchez (2001) - Celia Villar (2001) - Bárbara Sanabria (2001-2003) - Manuel Fonseca (2002-2005) | - María Conde (2002) - Olga Martínez (2002) - Rocío Uvero (2002) - Gabriela Echevarria (2002) - Susana Miralles (2002-2003) - Patricia García (2002) - Rocío Trapote (2002) - Rocío Fuertes (2002) - Paloma Fernández (2002) - María Vera (2002) - Ana Beatriz Sanz (2002) - David Pérez (2003-2005) - Clara Arnáez (2003) - María Bajo (2003) - Cristina Martínez (2003) - Ruth Martínez (2003) | - Carmen Martes (2003) - Gema Menéndez (2003) - Javier Gallego (2023) - Stefan Roberto Joulien (2023) - Roberto Rodríguez (2023) - Daniel Pérez (2023) - Luis Miguel Vega (2023) - Gabriel Peinado (2023) - Yoli Benito (2023-2025) - Marcelo Cortazzo (2023-2025) - Juan Carlos Meneses (2023-2025) - Juanjo Barriga (2024) - José Carlos Nieto (2024) - Edgar R. García (2023-2025) |

#### Mascotas

##### Vaquilla
- Miguel del Pozo (2023-act.)

##### Nico
- Nicolás Greco (2023-2024)

### EtapaFORTA

#### Presentadores
- Bertín Osborne (2007-2009)
- Cristina Urgel (2007)
- Natalia Rodríguez (2008-2009)

#### Bailarines
| - María Rayo (2007-2009) - Yuri Ramírez (2007) - Janisladys Pelegrín (2007) - Feli Rodríguez (2007/2009) - Susana Cantos (2007) - Jessica Catalá (2007) | - Sergio Vigil (2008-2009) - Alba de Julián (2008-2009) - Miguel Hernández (2008) - Olalla Cereijo (2008) - Felisa Iglesias (2008-2009) - Hrisio Busarov (2009) |

#### Música
- Danilo Vaona (2007-2008)
- Federico Vaona (2009)

#### Árbitros
- Brandy Rodríguez (2007)
- Diego Serrano (2007)
- Manuel Fonseca (2008-2009)
- María Hinojosa (2008)
- Sheila Izquierdo (2009)

#### Azafatos
- Manuel Fonesca (2007)
- Héctor del Moral (2007-2008)
- Guillermo Rodríguez Magano (2007)
- Julio Bravo (2008)
- Julio Cubel (2009)

## Pruebas
La mayoría de los juegos del programa eran pruebas físicas, las cuales se desarrollaban en diferentes zonas del plató sobre diversos elementos como plataformas móviles, una plaza de toros y una piscina. Estos juegos estaban basados en juegos clásicos, como los Bolos, en resistencia física, como la Cucaña, en fiestas populares que se celebran en localidades españolas, como las pruebas que involucraban a vaquillas, y en juegos basados en otros programas como Intervilles y Fūun! Takeshi Jō, como la Rampa, Manos a la Carta o los Troncos Locos, programas a los cuales se les referencia en los créditos finales del programa. De entre estos juegos, habían gymkanas en las que se fusionaban estas tres zonas y en que los concursantes hacían carreras por todo el plató pasando por la piscina y la plaza de toros. Una de las características de las pruebas es que, en la mayoría de ellas, los concursantes llevaban puestos trajes específicos para realizar la prueba, ya fuera para ambientar la temática de estas o para dificultar su desarrollo. En algunas de estas pruebas, los famosos que apadrinan a los pueblos aportaban al éxito de su equipo formando parte de la mecánica de los juegos, ayudándoles en la realización de estos. El objetivo de estos juegos suele tratarse de conseguir el máximo número de objetos dentro de un tiempo límite pasando por diferentes obstáculos. Aún con esto, también habían pruebas de conocimiento general en donde se ponía a prueba la intelectualidad de los alcaldes y los padrinos, con pruebas como la Patata Caliente o el Diccionario. Estas pruebas sirven para otorgar puntos a los equipos, cuyo número dependerá de su resultado en los juegos, teniendo puntos para ambos equipos.

## Temporadas
| Temporada                | Temporada | Programa               | Entregas                | Cadena                 | Fechas                   | Fechas                       | Ganador   | Audiencia Media | Audiencia Media |
| Temporada                | Temporada | Programa               | Entregas                | Cadena                 | Estreno                  | Final                        | Ganador   | Espectadores    | Cuota           |
| ------------------------ | --------- | ---------------------- | ----------------------- | ---------------------- | ------------------------ | ---------------------------- | --------- | --------------- | --------------- |
|                          | 1         | Cuando calienta el sol | 10                      |                        | 17 de julio de 1995      | 18 de septiembre de 1995     | Cudillero | 3 160 000       | 27,0%           |
|                          | 2         | Grand Prix             | 13                      | 21 de junio de 1996    | 13 de septiembre de 1996 | Guijuelo                     | 3 877 000 | 36,6%           |                 |
|                          | 3         | Grand Prix             | 13                      | 27 de junio de 1997    | 19 de septiembre de 1997 | Murchante                    | 3 160 000 | 33,4%           |                 |
|                          | 4         | Grand Prix             | 13                      | 1 de julio de 1998     | 25 de septiembre de 1998 | Tordera                      | 3 025 000 | 27,7%           |                 |
|                          | 5         | Grand Prix             | 13                      | 5 de julio de 1999     | 27 de septiembre de 1999 | El Bonillo                   | 2 874 000 | 27,0%           |                 |
|                          | 6         | Grand Prix             | 11                      | 10 de julio de 2000    | 21 de septiembre de 2000 | Suances                      | 2 811 000 | 24,5%           |                 |
|                          | 7         | Grand Prix             | 13                      | 25 de junio de 2001    | 17 de septiembre de 2001 | Nuevo Baztán                 | 2 837 000 | 24,7%           |                 |
|                          | 8         | Grand Prix             | 8                       | 15 de julio de 2002    | 2 de septiembre de 2002  | Griñón                       | 3 258 000 | 30,1%           |                 |
|                          | 9         | Grand Prix             | 10                      | 25 de junio de 2003    | 3 de septiembre de 2003  | Los Molinos                  | 2 875 000 | 27,2%           |                 |
|                          | 10        | Grand Prix             | 8                       | 16 de julio de 2004    | 30 de agosto de 2004     | Falces                       | 2 575 000 | 23,3%           |                 |
|                          | 11        | Grand Prix             | 13                      | 15 de junio de 2005    | 11 de septiembre de 2005 | Carrión de los Condes        | 2 205 000 | 19,2%           |                 |
|                          | 12        | Grand Prix             | 13                      |                        | junio-agosto de 2007     | septiembre-noviembre de 2007 | Ricote    | 604 000         | 12,0%           |
| Especial peques          | 1         | Grand Prix             | agosto-octubre de 2007  | agosto-octubre de 2007 | Comunidad de Madrid      | 359 000                      | 9,3%      |                 |                 |
|                          | 13        | Grand Prix             | 13                      | junio-julio de 2008    | septiembre de 2008       | Ador                         | 760 000   | 13,0%           |                 |
|                          | 14        | Grand Prix             | 13                      | junio-julio de 2009    | septiembre de 2009       | Renedo de Esgueva            | 758 000   | 9,8%            |                 |
|                          | 15        | Grand Prix             | 7                       |                        | 24 de julio de 2023      | 4 de septiembre de 2023      | Alfacar   | 1 691 000       | 19,2%           |
|                          | 16        | Grand Prix             | 10                      | 8 de julio de 2024     | 6 de septiembre de 2024  | Olvera                       | 1 092 000 | 12,2%           |                 |
| Grand Prix de la Navidad | 3         | Grand Prix             | 23 de diciembre de 2024 | 3 de enero de 2025     | Aguilar de Campoo        | 712 000                      | 8,0%      |                 |                 |
|                          | 17        | Grand Prix             | 8                       | 7 de julio de 2025     | 25 de agosto de 2025     |                              | 899 000*  | 12,1%*          |                 |
| Total                    | Total     |                        | 193                     |                        | 17 de julio de 1995      | 2024                         |           | 2 146 000       | 21,3%           |

1. ↑  Telemadrid (30 de junio de 2007), CMM TV (1 de julio de 2007), La 7 (5 de julio de 2007), IB3 (6 de julio de 2007), Aragón TV (7 de julio de 2007), Canal Nou (9 de julio de 2007) y Televisión Canaria (25 de agosto de 2007).
2. ↑  Telemadrid (21 de septiembre de 2007), CMM TV e IB3 (23 de septiembre de 2007), La 7 y Aragón TV (29 de septiembre de 2007), Canal Nou (1 de octubre de 2007) y Televisión Canaria (17 de noviembre de 2007).
3. ↑  Telemadrid (15 de agosto de 2007), La 7 (30 de septiembre de 2007) y Canal Nou (8 de octubre de 2007).
4. ↑  La 7 (22 de junio de 2008), Canal Sur (23 de junio de 2008), Aragón TV (28 de junio de 2008), Canal Nou (30 de junio de 2008) y CMM TV (9 de julio de 2008).
5. ↑  La 7 y Canal Sur (15 de septiembre de 2008), Aragón TV (19 de septiembre de 2008) y Canal Nou (22 de septiembre de 2008).
6. ↑  La 7 y Canal Nou (15 de junio de 2009), Aragón TV (20 de junio de 2009), Telemadrid (21 de junio de 2009), Canal Sur (22 de junio de 2009) y CMM TV (6 de julio de 2009).
7. ↑  La 7 y Canal Nou (7 de septiembre de 2009), Aragón TV (12 de septiembre de 2009), y Canal Sur (13 de septimebre de 2009).

## Ediciones

### I edición (1995)
- 17 de julio de 1995 - 18 de septiembre de 1995

| Equipo rojo                                | Equipo azul                                 | Equipo verde                                      | Equipo amarillo                                | Resultado              |
| Ezcaray (La Rioja) - Jacqueline de la Vega | Cortes de Arenoso (Castellón) - Paco Arango | Setenil de las Bodegas (Cádiz) - Laura Valenzuela | Alpedrete (Madrid) - Manuel Díaz "El Cordobés" | Gana Cortes de Arenoso |
| Castejón (Navarra) - Raúl Sender           | Formentera (Formentera) - Rossy de Palma    | Dalías (Almería) - Platón                         | Finestrat (Alicante) - Ana Obregón             | Gana Castejón          |
| Fuentelapeña (Zamora) - Marianico el Corto | Haría (Lanzarote) - Los del Río             | Villar de Cañas (Cuenca) - Coral Bistuer          | Uncastillo (Zaragoza) - Norma Duval            | Gana Haría             |
| Los Alcázares (Murcia) - Cristina Sánchez  | Chinchón (Madrid) - Terelu Campos           | Penagos (Cantabria) - Paco Fernández Ochoa        | Alonsótegui (Vizcaya) - Azuquita               | Gana Penagos           |
| Luque (Córdoba) - Guillermo Summers        | Monreal del Campo (Teruel) - Mabel Lozano   | Pazos de Borbén (Pontevedra) - Tito Valverde      | Oropesa (Toledo) - María Teresa Campos         | 42-15-27-30            |
| Villadiego (Burgos) - Pepe Begines         | Cudillero (Asturias) - Carla Duval          | Cerviá de Garrigues (Lérida) - Monty el Mago      | Losar de la Vera (Cáceres) - Mar Flores        | Gana Cudillero         |
| Alp (Gerona) - David Santisteban           | Muñana (Ávila) - Paloma Lago                | Benahavís (Málaga) - Paco Clavel                  | Ochandiano (Vizcaya) - Eva Cobo                | Gana Benahavís         |

SEMIFINALES
| Equipo rojo                        | Equipo azul                                  | Equipo verde                        | Equipo amarillo                     | Resultado                   |
| Castejón (Navarra) - Raúl Sender   | Cortes de Arenoso (Castellón) - Teresa Viejo | Penagos (Cantabria) - Francisco     | Haría (Lanzarote) - Loles León      | Pasan Haría y Penagos       |
| Luque (Córdoba) - Victorino Martín | Cudillero (Asturias) - Beatriz Carvajal      | Benahavís (Málaga) - Andoni Ferreño | Villadiego (Burgos) - Anabel Alonso | Pasan Cudillero y Benahavís |

GRAN FINAL
| Equipo rojo                    | Equipo azul                          | Equipo verde                            | Equipo amarillo                            | Resultado      |
| Penagos (Cantabria) - Ramoncín | Cudillero (Asturias) - Marta Sánchez | Benahavís (Málaga) - Remedios Cervantes | Haría (Lanzarote) - José Antonio Campuzano | Gana Cudillero |

### II edición (1996)
- 21 de junio de 1996 - 13 de septiembre de 1996

| Equipo azul                                             | Equipo amarillo                            | Resultado |
| Guijuelo (Salamanca) - Tito Valverde                    | Sanlúcar la Mayor (Sevilla) - Norma Duval  | 25-9      |
| Jarandilla de la Vera (Cáceres) - Joaquín Kremel        | Sabiñánigo (Huesca) - Juncal Rivero        | 8-22      |
| Villafranca (Navarra) - Fernando Romay                  | Alfaz del Pi (Alicante) - Mabel Lozano     | 13-18     |
| Moratalla (Murcia) - Eloy Arenas                        | Salvatierra (Álava) - Cristina Almeida     | 15-22     |
| San Antonio Abad (Ibiza) - José Luis Coll               | Rascafría (Madrid) - Eva Cobo              | 19-15     |
| Castillo de Aro (Gerona) - Paco Clavel                  | El Sauzal (Tenerife) - Laura Valenzuela    | 15-15     |
| Illescas (Toledo) - Pedro Ruiz                          | Alameda (Málaga) - Remedios Cervantes      | 10-15     |
| Tarazona (Zaragoza) - Monty el Mago                     | Laredo (Cantabria) - Cristina García Ramos | 15-19     |
| Muros de Nalón (Asturias) - Marianico el Corto          | Betxí (Castellón) - Esther Arroyo          | 15-15     |
| Arnedo (La Rioja) - Carla Duval                         | Villaconejos (Madrid) - Guillermo Summers  | 12-15     |
| Peñaranda de Duero (Burgos) - Manuel Díaz "El Cordobés" | Beas de Segura (Jaén) - Terelu Campos      | 10-20     |
| Vivero (Lugo) - Carlos Iglesias                         | Perelló (Tarragona) - Ana Obregón          | 18-19     |

GRAN FINAL
| Equipo azul                        | Equipo amarillo                      | Resultado |
| Guijuelo (Salamanca) - Los del Río | Sabiñánigo (Huesca) - Ángeles Martín | 19-9      |

1. ↑  Estando empatados a puntos en la segunda posición de la "Clasificación General" Sabiñánigo y Salvatierra, Sabiñánigo pasa a la "Gran Final" por haber ganado a su contrincante con más diferencia de puntos que Salvatierra.

### III edición (1997)
- 27 de junio de 1997 - 19 de septiembre de 1997

| Equipo azul                                         | Equipo amarillo                                           | Resultado |
| Aldeacentenera (Cáceres) - Juncal Rivero            | Murchante (Navarra) - Fernando Romay                      | 15-23     |
| Plencia (Vizcaya) - Inés Sainz                      | Ciudadela (Menorca) - Jorge Juste                         | 18-15     |
| Cómpeta (Málaga) - Paco Fernández Ochoa             | Santoña (Cantabria) - Coral Bistuer                       | 16-17     |
| Oña (Burgos) - Lorenzo Quinn                        | Pájara (Fuerteventura) - Beatriz Carvajal                 | 15-23     |
| Becerril de la Sierra (Madrid) - Eloy Arenas        | Nájera (La Rioja) - Esther Arroyo                         | 11-19     |
| Cobeja (Toledo) - Andoni Ferreño                    | Benasal (Castellón) - Norma Duval                         | 16-17     |
| Binaced (Huesca) - Marianico El Corto               | Calamonte (Badajoz) - Arancha del Sol                     | 11-19     |
| Valle de Arana (Álava) - Juanito Navarro            | La Carolina (Jaén) - Carla Duval                          | 13-20     |
| San Pedro del Pinatar (Murcia) - Monty el Mago      | Almonacid del Marquesado (Cuenca) - Cristina García Ramos | 21-12     |
| Lerma (Burgos) - Guillermo Summers                  | Montoro (Córdoba) - Mabel Lozano                          | 14-15     |
| Villanueva de Arosa (Pontevedra) - Los del Río      | Blanes (Gerona) - Jacqueline de la Vega                   | 11-17     |
| Villaviciosa (Asturias) - Manuel Díaz "El Cordobés" | Robledo de Chavela (Madrid) - Cristina Almeida            | 20-13     |

GRAN FINAL
| Equipo azul                 | Equipo amarillo                       | Resultado |
| Murchante (Navarra) - Peret | Pájara (Fuerteventura) - Ivonne Reyes | 19-11     |

### IV edición (1998)
- 1 de julio de 1998 - 25 de septiembre de 1998

| Equipo azul                                            | Equipo amarillo                                       | Resultado |
| Istán (Málaga) - Chiquito de la Calzada                | Salas (Asturias) - Mar Saura                          | 12-18     |
| Sax (Alicante) - Óscar Higares                         | Villacastín (Segovia) - Beatriz Carvajal              | 18-20     |
| Illueca (Zaragoza) - Eloy Arenas                       | Jódar (Jaén) - Remedios Cervantes                     | 11-19     |
| Castro Urdiales (Cantabria) - Juanito Navarro          | Guadiana del Caudillo (Badajoz) - Concha Galán        | 14-20     |
| Fermoselle (Zamora) - Raúl Sénder                      | Campos (Mallorca) - Míriam Reyes                      | 18-15     |
| Arévalo (Ávila) - Fernando Romay                       | Firgas (Gran Canaria) - Juncal Rivero                 | 21-12     |
| Valdegovía (Álava) - Guillermo Montesinos              | Almorox (Toledo) - Coral Bistuer                      | 16-19     |
| Almonacid de Zorita (Guadalajara) - Andrés Caparrós    | La Almunia de Doña Godina (Zaragoza) - Rocío Carrasco | 12-17     |
| Tordera (Barcelona) - Raquel Mosquera                  | Almonte (Huelva) - Pedro Carrasco                     | 22-11     |
| Torrecillas de la Tiesa (Cáceres) - Moncho Borrajo     | Monteagudo (Navarra) - Carmen Morales                 | 10-19     |
| Ribadeo (Lugo) - Marianico el Corto                    | Archena (Murcia) - María José Besora                  | 21-16     |
| San Martín de Valdeiglesias (Madrid) - Carlos Ferrando | Briones (La Rioja) - Mar Flores                       | 19-10     |

GRAN FINAL
| Equipo azul                   | Equipo amarillo                   | Resultado |
| Arévalo (Ávila) - Los del Río | Tordera (Barcelona) - Paloma Lago | 11-18     |

1. ↑  Estando empatados a puntos en la segunda posición de la "Clasificación General" Arévalo y Ribadeo, Arévalo pasa a la "Gran Final" por haber ganado a su contrincante con más diferencia de puntos que Ribadeo.

### V edición (1999)
- 5 de julio de 1999 - 27 de septiembre de 1999

| Equipo azul                                            | Equipo amarillo                                     | Resultado |
| Torrejoncillo (Cáceres) - Maruchi León                 | Ólvega (Soria) - Manuel Giménez                     | 17-13     |
| Villarrubia de los Ojos (Ciudad Real) - José Luis Coll | Les Franqueses del Vallès (Barcelona) - Norma Duval | 22-13     |
| Bienvenida (Badajoz) - Cecilia Calderón                | Marcilla (Navarra) - Anthony Blake                  | 15-20     |
| Muiños (Orense) - Teté Delgado                         | Cetina (Zaragoza) - Raúl Gracia                     | 20-18     |
| La Unión (Murcia) - Pepín Jiménez                      | Quintanar de la Sierra (Burgos) - Juncal Rivero     | 16-18     |
| Balmaseda (Vizcaya) - Patxi Alonso                     | Utiel (Valencia) - Mónica Hoyos                     | 15-22     |
| Fuenmayor (La Rioja) - Raúl Sénder                     | Mollina (Málaga) - Remedios Cervantes               | 19-24     |
| Santa Cruz de Bezana (Cantabria) - Pepe Da-Rosa Jr.    | Aldea del Fresno (Madrid) - Concha Galán            | 14-17     |
| El Bonillo (Albacete) - Manuel Amador                  | Vilamalla (Gerona) - Elsa Anka y Andrés Caparrós    | 23-7      |
| Vélez-Rubio (Almería) - Terelu Campos                  | Altorricón (Huesca) - Marianico el Corto            | 18-16     |
| El Franco (Asturias) - Arancha del Sol                 | Dolores (Alicante) - Eloy Arenas                    | 6-20      |
| La Cañiza (Pontevedra) - José Ramón Villar             | La Rambla (Córdoba) - Raquel Rodríguez              | 18-13     |

GRAN FINAL
| Equipo azul                             | Equipo amarillo                           | Resultado |
| El Bonillo (Albacete) - Eugenia Santana | Mollina (Málaga) - Chiquito de la Calzada | 20-13     |

### VI edición (2000)
- 10 de julio de 2000 - 21 de septiembre de 2000

| Equipo azul                                   | Equipo amarillo                                        | Resultado |
| Tosa de Mar (Gerona) - Inka Martí             | Huete (Cuenca) - Coral Bistuer                         | 30-29     |
| Nava (Asturias) - Santiago Urrialde           | Brunete (Madrid) - Terelu Campos                       | 23-19     |
| Suances (Cantabria) - Guillermo Summers       | Aceuchal (Badajoz) - María José Suárez                 | 45-28     |
| Hoyocasero (Ávila) - Juncal Rivero            | Sariñena (Huesca) - Manolo Royo                        | 32-30     |
| Estivella (Valencia) - María Abradelo         | Artajona (Navarra) - Fernando Romay                    | 8-24      |
| Manilva (Málaga) - Pepe Da-Rosa Jr.           | Beade (Orense) - Teté Delgado                          | 40-42     |
| Dos Torres (Córdoba) - Raquel Rodríguez       | Villamediana de Iregua (La Rioja) - Marianico el Corto | 30-22     |
| San Esteban de Gormaz (Soria) - María Reyes   | Moraleja (Cáceres) - Paco Morales                      | 26-33     |
| Puerto Lumbreras (Murcia) - María José Besora | Astudillo (Palencia) - Teresa Viejo                    | 40-32     |
| Abanto y Ciérvana (Vizcaya) - Patxi Alonso    | Chiloeches (Guadalajara) - Alejandra Prat              | 29-30     |

GRAN FINAL
| Equipo amarillo                       | Equipo azul                  | Resultado |
| Suances (Cantabria) - Andrés Caparrós | Beade (Orense) - Lucía Hoyos | 41-19     |

### VII edición (2001)
- 25 de junio de 2001 - 17 de septiembre de 2001

| Equipo azul                                     | Equipo amarillo                                            | Resultado |
| San Miguel de Salinas (Alicante) - Ivonne Reyes | Espinosa de los Monteros (Burgos) - Emilio Sánchez Vicario | 34-25     |
| Balenyá (Barcelona) - Loreto Valverde           | Valdefuentes (Cáceres) - Manolo Royo                       | 9-40      |
| Badolatosa (Sevilla) - Eva Pedraza              | Rúa (Orense) - Martín Fiz                                  | 34-36     |
| Arraya-Maestu (Álava) - Eugenia Santana         | Belmonte (Cuenca) - Rody Aragón                            | 34-35     |
| Valoria la Buena (Valladolid) - Silvia Gambino  | Nuevo Baztán (Madrid) - David Meca                         | 25-44     |
| Alguazas (Murcia) - Elsa Anka                   | Épila (Zaragoza) - Jaimito Borromeo                        | 19-30     |
| Chelva (Valencia) - María José Besora           | Gerindote (Toledo) - Hugo de Campos                        | 42-47     |
| Agache-Güímar (Tenerife) - Lara Dibildos        | Uruñuela (La Rioja) - David Civera                         | 15-14     |
| Villacantid (Cantabria) - Carolina Cerezuela    | Tíjola (Almería) - Juan y Medio                            | 38-31     |
| Piloña (Asturias) - Santiago Urrialde           | Escañuela (Jaén) - Paz Padilla                             | 38-11     |
| Las Nieves (Pontevedra) - Marlène Mourreau      | Villarejo de Salvanés (Madrid) - Antonio Canales           | 36-34     |
| Azagra (Navarra) - Paco Arévalo                 | Talarrubias (Badajoz) - Lorena Bernal                      | 22-28     |

GRAN FINAL
| Equipo azul                            | Equipo amarillo                  | Resultado |
| Nuevo Baztán (Madrid) - Fernando Romay | Gerindote (Toledo) - Norma Duval | 44-21     |

### VIII edición (2002)
- 15 de julio de 2002 - 2 de septiembre de 2002

| Equipo azul                                     | Equipo amarillo                                        | Resultado |
| Autol (La Rioja) - Sara Baras                   | Torrequemada (Cáceres) - Miriam Díaz Aroca             | 17-25     |
| Jimena de la Frontera (Cádiz) - Marlene Morreau | Echévarri (Vizcaya) - Fernando Romay                   | 19-11     |
| Griñón (Madrid) - Lorena Bernal                 | Catadau (Valencia) - Miliki                            | 26-16     |
| Rubiá (Orense) - Eugenia Santana                | Porzuna (Ciudad Real) - Santiago Urrialde              | 19-15     |
| Llano de Brujas (Murcia) - Lucía Hoyos          | Fustiñana (Navarra) - Silvia Gambino                   | 19-16     |
| Valencia de Don Juan (León) - Elsa Anka         | Puertomingalvo (Teruel) - Hugo de Campos               | 23-30     |
| Noja (Cantabria) - Coral Bistuer                | Santa Margarita de Montbuy (Barcelona) - Carla Hidalgo | 26-21     |

GRAN FINAL
| Equipo azul                    | Equipo amarillo                        | Resultado |
| Griñón (Madrid) - Juan y Medio | Puertomingalvo (Teruel) - Ivonne Reyes | 29-16     |

1. ↑  Estando empatados a puntos en la segunda posición de la "Clasificación General" Griñón y Noja, Griñón pasa a la "Gran Final" por haber ganado a su contrincante con más diferencia de puntos que Noja.

### IX edición (2003)
- 25 de junio de 2003 - 3 de septiembre de 2003

| Equipo azul                                  | Equipo amarillo                                    | Resultado |
| Corcubión (La Coruña) - Esther Arroyo        | Caparroso (Navarra) - Juan y Medio                 | 22-17     |
| Ayllón (Segovia) - Sergio Pazos              | Fiñana (Almería) - Paz Padilla                     | 12-21     |
| Sotés (La Rioja) - Verónica Mengod           | Oliva de la Frontera (Badajoz) - Guillermo Summers | 25-14     |
| Torrox (Málaga) - Eva González               | Agudo (Ciudad Real) - Ivonne Reyes                 | 18-14     |
| La Llagosta (Barcelona) - David Civera       | Posada de Llanes (Asturias) - Eugenia Santana      | 25-26     |
| San Juan Bautista (Ibiza) - Juncal Rivero    | Armiñón (Álava) - Manolo Royo                      | 22-23     |
| Antigua (Fuerteventura) - Patricia Betancort | Liérganes (Cantabria) - Pedro Reyes                | 5-16      |
| La Nucía (Alicante) - Carlos Castel          | Los Molinos (Madrid) - Concha Galán                | 11-28     |
| Fortuna (Murcia) - Eva Pedraza               | Híjar (Teruel) - Sonia Ferrer                      | 13-26     |

GRAN FINAL
| Equipo azul                                   | Equipo amarillo                | Resultado |
| Los Molinos (Madrid) - Chiquito de la Calzada | Híjar (Teruel) - Lorena Bernal | 29-22     |

1. ↑  Estando empatados a puntos en la segunda posición de la "Clasificación General" Posada de Llanes e Híjar, Híjar pasa a la "Gran Final" por haber ganado a su contrincante con más diferencia de puntos que Posada de Llanes.

### X edición (2004)
- 16 de julio de 2004 - 30 de agosto de 2004

| Equipo azul                           | Equipo amarillo                              | Resultado |
| Teboyas (Asturias) - Patricia Conde   | Aldeanueva de la Vera (Cáceres) - Rosa López | 37-29     |
| Béjar (Salamanca) - Lorena Bernal     | Vilafamés (Castellón) - David Civera         | 34-41     |
| Son Servera (Mallorca) - Mabel Lozano | Oyón (Álava) - Andoni Ferreño                | 20-31     |
| Valga (Pontevedra) - Jorge Blass      | Falces (Navarra) - Eugenia Santana           | 33-50     |
| Comillas (Cantabria) - Mónica Pont    | Daganzo (Madrid) - Loreto Valverde           | 37-37     |
| Llers (Gerona) - Concha Galán         | Cabezamesada (Toledo) - Alejandra Prat       | 41-34     |
| Torrenueva (Granada) - Elsa Anka      | Andorra (Teruel) - Santiago Urrialde         | 37-30     |

GRAN FINAL
| Equipo azul                | Equipo amarillo                   | Resultado |
| Llers (Gerona) - Mar Saura | Falces (Navarra) - Bertín Osborne | 29-35     |

1. ↑  Estando empatados a puntos en la segunda posición de la "Clasificación General" Vilafamés y Llers, y habiendo ganado a sus respectivos contrincantes con la misma diferencia de puntos en las pruebas, Llers pasa a la "Gran Final", debido a que tenía un marcador a favor antes de la prueba del diccionario de 37-30, mientras que Vilafamés llegó a dicha prueba con un marcador en contra de 38-29.

### XI edición (2005)
- 15 de junio de 2005 - 11 de septiembre de 2005

| Equipo azul                                        | Equipo amarillo                                         | Resultado |
| El Berrueco (Madrid) - Coral Bistuer               | Minglanilla (Cuenca) - Eva González                     | 15-17     |
| Ribera Alta (Álava) - Gervasio Deferr              | Alburquerque (Badajoz) - Patricia Conde                 | 30-15     |
| Villanueva del Trabuco (Málaga) - David Civera     | Picón (Ciudad Real) - Elsa Anka                         | 16-29     |
| Cadreita (Navarra) - Sofía Mazagatos               | Abades (Segovia) - Mónica Pont                          | 29-28     |
| Colindres (Cantabria) - Santiago Urrialde          | Frailes (Jaén) - Verónica Mengod                        | 24-21     |
| La Merca (Orense) - Eugenia Santana                | San Vicente de la Sonsierra (La Rioja) - Vanessa Romero | 10-22     |
| Buenavista del Norte (Tenerife) - Loreto Valverde  | La Fueva (Huesca) - Aarón Guerrero                      | 21-24     |
| San Fulgencio (Alicante) - David Meca              | Porreras (Mallorca) - Alejandra Prat                    | 24-28     |
| Abarán (Murcia) - Lorena Bernal                    | Valderredible (Cantabria) - Jorge Blass                 | 12-15     |
| Montgat (Barcelona) - Ivonne Reyes                 | Carrión de los Condes (Palencia) - Concha Galán         | 11-35     |
| Corvera de Asturias (Asturias) - María José Suárez | El Toro (Castellón) - Carlos Castel                     | 19-14     |
| Daroca (Zaragoza) - Lucía Hoyos                    | Aliseda (Cáceres) - Fernando Romay                      | 22-12     |

GRAN FINAL
| Equipo azul                    | Equipo amarillo                                     | Resultado |
| Ribera Alta (Álava) - Lucrecia | Carrión de los Condes (Palencia) - David Bustamante | 26-32     |

### XII edición (2007)
- junio-agosto de 2007 - septiembre-noviembre de 2007

| Equipo azul                                          | Equipo amarillo                                    | Resultado |
| Titulcia (Madrid) - David Meca                       | Mogente (Valencia) - Estela Giménez                | 25-18     |
| Albocácer (Castellón) - Cristina Tárrega             | Cenicientos (Madrid) - Alonso Caparrós             | 27-20     |
| Tuéjar (Valencia) - Nuria Fergó                      | Villaluenga de la Sagra (Toledo) - Gervasio Deferr | 14-27     |
| Talarrubias (Badajoz) - Àlex Casademunt              | Robledo de Chavela (Madrid) - Patricia Pérez       | 29-18     |
| Masamagrell (Valencia) - Carmen Janeiro              | Aledo (Murcia) - Álvaro Bultó                      | 19-28     |
| Guadalix de la Sierra (Madrid) - Juan García Postigo | Navalmoral de la Mata (Cáceres) - Nani Gaitán      | 28-25     |
| Antella (Valencia) - Natalia Rodríguez               | El Álamo (Madrid) - Óscar Higares                  | 23-19     |
| Pedrola (Zaragoza) - Luisa Martín                    | La Nucía (Alicante) - Paco Arévalo                 | 25-28     |
| Ricote (Murcia) - Terelu Campos                      | Buitrago del Lozoya (Madrid) - Goyo González       | 29-18     |
| Motilla del Palancar (Cuenca) - Belinda Washington   | Vilafamés (Castellón) - Víctor Janeiro             | 30-17     |
| Talamanca de Jarama (Madrid) - Rafi Camino           | Selva (Mallorca) - Eva González                    | 16-19     |
| Campello (Alicante) - María Abradelo                 | Torres de la Alameda (Madrid) - Paco Morales       | 20-27     |

GRAN FINAL
| Equipo azul                                        | Equipo amarillo               | Resultado |
| Motilla del Palancar (Cuenca) - Belinda Washington | Ricote (Murcia) - Lucía Hoyos | 16-29     |

1. ↑  Estando empatados a puntos en la segunda posición de la "Clasificación General" Talarrubias y Ricote, Ricote pasa a la "Gran Final" por haber ganado más juegos en su programa.

#### Especial peques
- agosto-octubre de 2007

| Equipo azul                                                     | Equipo amarillo                                 | Resultado |
| Comunidad Valenciana - Blanca Fernández Ochoa y Àlex Casademunt | Comunidad de Madrid - Fran Murcia y Nani Gaitán | 13-24     |

### XIII edición (2008)
- junio-julio de 2008 - septiembre de 2008

| Equipo azul                                             | Equipo amarillo                         | Resultado |
| San Mateo (Castellón) - Santi Rodríguez                 | Bonares (Huelva) - Belinda Washington   | 17-28     |
| Retuerta del Bullaque (Ciudad Real) - Santiago Urrialde | Cúllar (Granada) - Nani Gaitán          | 15-24     |
| Casetas (Zaragoza) - Óscar Higares                      | Albaida (Valencia) - Cristina Tárrega   | 17-29     |
| Fuente del Maestre (Badajoz) - Àlex Casademunt          | Vícar (Almería) - Cristina Piaget       | 22-17     |
| Abanilla (Murcia) - Juan García Postigo                 | Ador (Valencia) - Vanessa Romero        | 24-33     |
| Villafranca de Córdoba (Córdoba) - Carmen Janeiro       | Montesclaros (Toledo) - Alonso Caparrós | 18-21     |
| Albalate del Arzobispo (Teruel) - María Abradelo        | Espera (Cádiz) - Ismael Beiro           | 21-30     |
| El Casar (Guadalajara) - Patricia Betancort             | Mallén (Zaragoza) - Poty                | 19-26     |
| Pozo Cañada (Albacete) - Salvador Guerrero              | Benisa (Alicante) - Elsa Anka           | 16-17     |
| Benasque (Huesca) - Álvaro Bultó                        | Gines (Sevilla) - Lucía Hoyos           | 16-24     |
| Serradilla (Cáceres) - Eva Pedraza                      | Librilla (Murcia) - David Meca          | 28-29     |
| Fontanares (Valencia) - Ivonne Reyes                    | Colmenar (Málaga) - Antonio Cortés      | 17-23     |

GRAN FINAL
| Equipo azul                    | Equipo amarillo               | Resultado |
| Ador (Valencia) - Mabel Lozano | Espera (Cádiz) - Nacho Sierra | 26-13     |

### XIV edición (2009)
- junio-julio de 2009 - septiembre de 2009

| Equipo azul                                     | Equipo amarillo                                    | Resultado |
| Deifontes (Granada) - Belinda Washington        | Figueroles (Castellón) - Xavier Deltell            | 29-17     |
| Almoguera (Guadalajara) - Arancha Bonete        | Los Santos de la Humosa (Madrid) - Carlos Chamarro | 19-21     |
| Fraga (Huesca) - Carmen Janeiro                 | Ceutí (Murcia) - Poty                              | 16-23     |
| Palos de la Frontera (Huelva) - Ivonne Reyes    | Bañeres (Alicante) - Óscar Higares                 | 21-24     |
| Bustarviejo (Madrid) - Luisa Martín             | Godelleta (Valencia) - Paco Arévalo                | 24-33     |
| Borja (Zaragoza) - Arancha de Benito            | Abrucena (Almería) - Ismael Beiro                  | 28-17     |
| Santomera (Murcia) - Antonio Hidalgo            | Puebla del Duc (Valencia) - María Abradelo         | 25-26     |
| Campillo de Arenas (Jaén) - Mabel Lozano        | Pelayos de la Presa (Madrid) - Álvaro Bultó        | 16-35     |
| El Toro (Castellón) - Cristina Piaget           | Malagón (Ciudad Real) - David Meca                 | 23-28     |
| Valdealgorfa (Teruel) - Mireia Canalda          | Espiel (Córdoba) - Víctor Janeiro                  | 23-28     |
| Renedo de Esgueva (Valladolid) - Fernando Romay | Belvís de la Jara (Toledo) - Patricia Betancort    | 37-8      |
| El Viso del Alcor (Sevilla) - Àlex Casademunt   | Hoyo de Manzanares (Madrid) - Nani Gaitán          | 38-20     |

GRAN FINAL
| Equipo azul                                   | Equipo amarillo                                     | Resultado |
| El Viso del Alcor (Sevilla) - Alonso Caparrós | Renedo de Esgueva (Valladolid) - Carolina Cerezuela | 25-38     |

### XV edición (2023)
- 24 de julio de 2023 - 4 de septiembre de 2023

| Equipo azul                           | Equipo amarillo                            | Resultado |
| Alfacar (Granada) - Lolita            | Colmenarejo (Madrid) - Miguel Ángel Muñoz  | 27-19     |
| Brión (La Coruña) - Carolina Iglesias | Yepes (Toledo) - Goyo Jiménez              | 23-29     |
| Cervelló (Barcelona) - Xuso Jones     | Aguilar de Campoo (Palencia) - Ana Morgade | 20-26     |
| Los Montesinos (Alicante) - Arkano    | Tineo (Asturias) - Belinda Washington      | 25-26     |

SEMIFINALES
| Equipo azul                      | Equipo amarillo                          | Resultado |
| Tineo (Asturias) - Elena Furiase | Aguilar de Campoo (Palencia) - José Mota | 16-29     |
| Alfacar (Granada) - María Peláe  | Yepes (Toledo) - Fernando Romay          | 23-16     |

GRAN FINAL
| Equipo azul                          | Equipo amarillo                       | Resultado |
| Alfacar (Granada) - Eduardo Casanova | Aguilar de Campoo (Palencia) - Camela | 27-25     |

### XVI edición (2024)
- 8 de julio de 2024 - 6 de septiembre de 2024

| Equipo azul                                       | Equipo amarillo                                                  | Resultado |
| Almacellas (Lérida) - Lorena Castell              | Bembibre (León) - Leo Harlem                                     | 13-24     |
| Cangas de Onís (Asturias) - Twin Melody           | Olvera (Cádiz) - María del Monte                                 | 23-26     |
| Burela (Lugo) - Paula Vázquez                     | Morata de Tajuña (Madrid) - Miki Nadal                           | 24-19     |
| Ondara (Alicante) - Jaime Astrain                 | Santo Domingo de la Calzada (La Rioja) - Norma Duval             | 20-23     |
| Binisalem (Mallorca) - María Gómez                | Villanueva de la Torre (Guadalajara) - Manuel Díaz "El Cordobés" | 27-16     |
| Medio Cudeyo (Cantabria) - Juanma López Iturriaga | Tauste (Zaragoza) - Samanta Villar                               | 13-24     |
| San Adrián (Navarra) - Alba Carrillo              | Llerena (Badajoz) - Julio Iglesias Jr.                           | 28-21     |

SEMIFINALES
| Equipo azul                            | Equipo amarillo                              | Resultado |
| Binisalem (Mallorca) - Pablo Chiapella | San Adrián (Navarra) - Lalachus              | 27-20     |
| Olvera (Cádiz) - Blas Cantó            | Tauste (Zaragoza) - La Terremoto de Alcorcón | 35-30     |

1. ↑  Estando empatados a 24 puntos en la "Clasificación General" Tauste, Burela y Bembibre, Tauste pasa a las "semifinales" por haber ganado más juegos en su programa y por haber tumbado más bolos en la prueba de Los Superbolos.

GRAN FINAL
| Equipo azul                       | Equipo amarillo              | Resultado |
| Binisalem (Mallorca) - Ana Guerra | Olvera (Cádiz) - Los del Río | 19-25     |

#### Grand Prix de la Navidad
- 23 de diciembre de 2024 - 3 de enero de 2025

| Equipo azul                        | Equipo amarillo                                                | Resultado |
| Binisalem (Mallorca) - Eva Soriano | Alfacar (Granada) - Pepe Rodríguez                             | 14-28     |
| Olvera (Cádiz) - Melody            | Aguilar de Campoo (Palencia) - Nicolás Vallejo-Nágera "Colate" | 24-27     |

GRAN FINAL
| Equipo azul                      | Equipo amarillo                              | Resultado |
| Alfacar (Granada) - Lara Álvarez | Aguilar de Campoo (Palencia) - Aitor Albizua | 17-28     |

### XVII edición (2025)
- 7 de julio de 2025 - 25 de agosto de 2025

| Equipo azul                                            | Equipo amarillo                                     | Resultado |
| Celanova (Orense) - Anabel Alonso                      | Huelma (Jaén) - Palomo Spain                        | 16-13     |
| Urdúliz (Vizcaya) - Fernando Gil                       | Ollería (Valencia) - Rozalén                        | 28-21     |
| San Sebastián de la Gomera (La Gomera) - J. J. Vaquero | Alagón (Zaragoza) - Lydia Valentín                  | 27-12     |
| Herencia (Ciudad Real) - Inés Hernand                  | Peñaranda de Bracamonte (Salamanca) - Patxi Salinas | 32-15     |
| Arbós (Tarragona) - Gorka Rodríguez                    | Cubas de la Sagra (Madrid) - Henar Álvarez          | 25-28     |

SEMIFINALES
| Equipo azul                                       | Equipo amarillo                             | Resultado |
| Urdúliz (Vizcaya) - Sergio Bezos                  | Cubas de la Sagra (Madrid) - Carolina Marín | 14-29     |
| San Sebastián de la Gomera (La Gomera) - Edu Soto | Herencia (Ciudad Real) - Dulceida           | 29-23     |

GRAN FINAL
| Equipo azul                                            | Equipo amarillo                                  | Resultado |
| San Sebastián de la Gomera (La Gomera) - Jorge Lorenzo | Cubas de la Sagra (Madrid) - Adriana Torrebejano |           |

## Palmarés
| Año  | Edición      | Campeón                         | Final Resultado | Subcampeón                     | Tercer lugar                      | Cuarto lugar                    |
| ---- | ------------ | ------------------------------- | --------------- | ------------------------------ | --------------------------------- | ------------------------------- |
| 1995 | I edición    | Cudillero                       | -               | Penagos                        | Benahavís                         | Haría                           |
| 1996 | II edición   | Guijuelo (25 Ptos)              | 19-9            | Sabiñánigo (22 Ptos)           | Salvatierra (22 Ptos)             | Beas de Segura (20 Ptos)        |
| 1997 | III edición  | Murchante (23 Ptos)             | 19-11           | Pájara (23 Ptos)               | San Pedro del Pinatar (21 Ptos)   | Villaviciosa (20 Ptos)          |
| 1998 | IV edición   | Tordera (22 Ptos)               | 18-11           | Arévalo (21 Ptos)              | Ribadeo (21 Ptos)                 | Guadiana del Caudillo (20 Ptos) |
| 1999 | V edición    | El Bonillo (23 Ptos)            | 20-13           | Mollina (24 Ptos)              | Villarrubia de los Ojos (22 Ptos) | Utiel (22 Ptos)                 |
| 2000 | VI edición   | Suances (45 Ptos)               | 41-19           | Beade (42 Ptos)                | Puerto Lumbreras (40 Ptos)        | Manilva (40 Ptos)               |
| 2001 | VII edición  | Nuevo Baztán (44 Ptos)          | 44-21           | Gerindote (47 Ptos)            | Chelva (42 Ptos)                  | Valdefuentes (40 Ptos)          |
| 2002 | VIII edición | Griñón (26 Ptos)                | 29-16           | Puertomingalvo (30 Ptos)       | Noja (26 Ptos)                    | Torrequemada (25 Ptos)          |
| 2003 | IX edición   | Los Molinos (28 Ptos)           | 29-22           | Híjar (26 Ptos)                | Posada de Llanes (26 Ptos)        | Sotés (25 Ptos)                 |
| 2004 | X edición    | Falces (50 Ptos)                | 35-29           | Llers (41 Ptos)                | Vilafamés (41 Ptos)               | Teboyas (37 Ptos)               |
| 2005 | XI edición   | Carrión de los Condes (35 Ptos) | 32-26           | Ribera Alta (30 Ptos)          | Picón (29 Ptos)                   | Cadreita (29 Ptos)              |
| 2007 | XII edición  | Ricote (29 Ptos)                | 29-16           | Motilla del Palancar (30 Ptos) | Talarrubias (29 Ptos)             | Aledo (28 Ptos)                 |
| 2008 | XIII edición | Ador (33 Ptos)                  | 26-13           | Espera (30 Ptos)               | Albaida (29 Ptos)                 | Librilla (29 Ptos)              |
| 2009 | XIV edición  | Renedo de Esgueva (37 Ptos)     | 38-25           | El Viso del Alcor (38 Ptos)    | Pelayos de la Presa (35 Ptos)     | Godelleta (33 Ptos)             |
| 2023 | XV edición   | Alfacar (27 Ptos)               | 27-25           | Aguilar de Campoo (26 Ptos)    | Yepes (29 Ptos)                   | Tineo (26 Ptos)                 |
| 2024 | XVI edición  | Olvera (26 Ptos)                | 25-19           | Binisalem (27 Ptos)            | San Adrián (28 Ptos)              | Tauste (24 Ptos)                |
| 2025 | XVII edición |                                 |                 |                                | Herencia (32 Ptos)                | Urdúliz (28 Ptos)               |

### Palmarés por comunidades autónomas
| Comunidad autónoma         | Total | 1.º | 2.º | 3.º | 4.º |
| -------------------------- | ----- | --- | --- | --- | --- |
| Andalucía                  | 43    | 2   | 3   | 1   | 2   |
| Aragón                     | 26    | 0   | 3   | 1   | 1   |
| Cantabria                  | 13    | 1   | 1   | 1   | 0   |
| Castilla y León            | 26    | 3   | 2   | 0   | 0   |
| Castilla-La Mancha         | 30    | 1   | 2   | 3   | 0   |
| Cataluña                   | 17    | 1   | 1   | 0   | 0   |
| Comunidad de Madrid        | 29    | 3   | 0   | 1   | 0   |
| Comunidad Foral de Navarra | 12    | 2   | 0   | 0   | 1   |
| Comunidad Valenciana       | 34    | 1   | 0   | 3   | 2   |
| Extremadura                | 21    | 0   | 0   | 1   | 3   |
| Galicia                    | 16    | 0   | 1   | 1   | 0   |
| Islas Baleares             | 9     | 0   | 1   | 0   | 0   |
| Islas Canarias             | 8     | 0   | 1   | 0   | 1   |
| La Rioja                   | 11    | 0   | 0   | 0   | 1   |
| País Vasco                 | 14    | 0   | 1   | 1   | 0   |
| Principado de Asturias     | 12    | 1   | 0   | 1   | 3   |
| Región de Murcia           | 16    | 1   | 0   | 2   | 2   |

### Palmarés por provincias
| Provincias             | Participantes | Ganadores | Perdedores | Finalistas | Campeones |
| ---------------------- | ------------- | --------- | ---------- | ---------- | --------- |
| Álava                  | 7             | 4         | 4          | 1          | 0         |
| Albacete               | 2             | 2         | 1          | 1          | 1         |
| Alicante               | 12            | 6         | 7          | 0          | 0         |
| Almería                | 6             | 2         | 4          | 0          | 0         |
| Asturias               | 12            | 11        | 3          | 1          | 1         |
| Ávila                  | 3             | 2         | 2          | 1          | 0         |
| Badajoz                | 9             | 5         | 5          | 0          | 0         |
| Barcelona              | 7             | 2         | 6          | 1          | 1         |
| Burgos                 | 6             | 1         | 6          | 0          | 0         |
| Cáceres                | 12            | 4         | 8          | 0          | 0         |
| Cádiz                  | 4             | 5         | 2          | 2          | 1         |
| Cantabria              | 13            | 11        | 4          | 2          | 1         |
| Castellón              | 8             | 4         | 6          | 0          | 0         |
| Ciudad Real            | 7             | 3         | 3          | 0          | 0         |
| Córdoba                | 6             | 4         | 3          | 0          | 0         |
| La Coruña              | 2             | 1         | 1          | 0          | 0         |
| Cuenca                 | 6             | 3         | 4          | 1          | 0         |
| Gerona                 | 6             | 3         | 3          | 1          | 0         |
| Granada                | 4             | 6         | 0          | 1          | 1         |
| Guadalajara            | 5             | 1         | 4          | 0          | 0         |
| Guipúzcoa              | 0             | 0         | 0          | 0          | 0         |
| Huelva                 | 3             | 1         | 2          | 0          | 0         |
| Huesca                 | 7             | 2         | 6          | 1          | 0         |
| Islas Baleares         | 9             | 5         | 6          | 1          | 0         |
| Jaén                   | 7             | 3         | 3          | 0          | 0         |
| León                   | 2             | 1         | 1          | 0          | 0         |
| Lérida                 | 2             | 0         | 2          | 0          | 0         |
| Lugo                   | 3             | 2         | 1          | 0          | 0         |
| Madrid                 | 29            | 14        | 17         | 3          | 3         |
| Málaga                 | 9             | 6         | 6          | 2          | 0         |
| Murcia                 | 16            | 8         | 9          | 1          | 1         |
| Navarra                | 12            | 10        | 6          | 2          | 2         |
| Orense                 | 6             | 4         | 2          | 1          | 0         |
| Palencia               | 3             | 4         | 2          | 2          | 1         |
| Las Palmas             | 4             | 3         | 2          | 1          | 0         |
| Pontevedra             | 5             | 2         | 3          | 0          | 0         |
| La Rioja               | 11            | 4         | 7          | 0          | 0         |
| Salamanca              | 3             | 2         | 1          | 1          | 1         |
| Santa Cruz de Tenerife | 4             | 1         | 1          | 0          | 0         |
| Segovia                | 3             | 1         | 2          | 0          | 0         |
| Sevilla                | 4             | 2         | 3          | 1          | 0         |
| Soria                  | 2             | 0         | 2          | 0          | 0         |
| Tarragona              | 2             | 1         | 0          | 0          | 0         |
| Teruel                 | 6             | 2         | 6          | 2          | 0         |
| Toledo                 | 10            | 5         | 7          | 1          | 0         |
| Valencia               | 14            | 7         | 7          | 1          | 1         |
| Valladolid             | 2             | 2         | 1          | 1          | 1         |
| Vizcaya                | 7             | 1         | 5          | 0          | 0         |
| Zamora                 | 2             | 1         | 1          | 0          | 0         |
| Zaragoza               | 13            | 6         | 7          | 0          | 0         |

1. 1 2  En el concurso, Ceuta y Melilla estaban integradas en Cádiz y Málaga respectivamente, ya que hasta 1995 dependían de esas provincias.
2. ↑  Incluidas las islas de Formentera, Ibiza, Mallorca y Menorca.
3. ↑  Incluidas las islas de Fuerteventura, Gran Canaria y Lanzarote.
4. ↑  Incluidas las islas de La Gomera y Tenerife.

## Audiencias
Estas han sido las audiencias de las 17 ediciones.
| Edición                  | Año  | Programas | Cadena | Espectadores | Cuota de pantalla | Gran final        |
| ------------------------ | ---- | --------- | ------ | ------------ | ----------------- | ----------------- |
| Cuando calienta el sol 1 | 1995 | 10        | La 1   | 3 160 000    | 27,0%             | 3 435 000 (25,6%) |
| Grand Prix 2             | 1996 | 13        | La 1   | 3 877 000    | 36,6%             | 4 758 000 (33,3%) |
| Grand Prix 3             | 1997 | 13        | La 1   | 3 160 000    | 33,4%             | 3 155 000 (26,6%) |
| Grand Prix 4             | 1998 | 13        | La 1   | 3 025 000    | 27,7%             | 4 103 000 (27,2%) |
| Grand Prix 5             | 1999 | 13        | La 1   | 2 874 000    | 27,0%             | 3 032 000 (23,1%) |
| Grand Prix 6             | 2000 | 11        | La 1   | 2 811 000    | 24,5%             | 2 677 000 (24,5%) |
| Grand Prix 7             | 2001 | 13        | La 1   | 2 837 000    | 24,7%             |                   |
| Grand Prix 8             | 2002 | 8         | La 1   | 3 258 000    | 30,1%             | 2 520 000 (21,5%) |
| Grand Prix 9             | 2003 | 10        | La 1   | 2 875 000    | 27,2%             | 2 370 000 (20,2%) |
| Grand Prix 10            | 2004 | 8         | La 1   | 2 575 000    | 23,3%             | 2 767 000 (22,5%) |
| Grand Prix 11            | 2005 | 13        | La 1   | 2 205 000    | 19,2%             | 1 490 000 (16,8%) |
| Grand Prix 12            | 2007 | 14        | FORTA  | 599 000      | 11,7%             | 514 000 (9,5%)    |
| Grand Prix 13            | 2008 | 13        | FORTA  | 760 000      | 13,0%             | 483 000 (8,0%)    |
| Grand Prix 14            | 2009 | 13        | FORTA  | 758 000      | 9,8%              | 381 000 (6,3%)    |
| Grand Prix 15            | 2023 | 7         | La 1   | 1 691 000    | 19,2%             | 1 486 000 (16,3%) |
| Grand Prix 16            | 2024 | 10        | La 1   | 1 092 000    | 12,2%             | 782 000 (8,8%)    |
| Grand Prix 17            | 2025 | 8         | La 1   | 899 000*     | 12,1%*            |                   |

### Especiales
| Edición                     | Año  | Programas | Cadena | Espectadores | Cuota de pantalla | Gran final     |
| --------------------------- | ---- | --------- | ------ | ------------ | ----------------- | -------------- |
| Grand Prix: especial peques | 2007 | 1         | FORTA  | 359 000      | 9,3%              | 359 000 (9,3%) |
| Grand Prix de la Navidad    | 2024 | 3         | La 1   | 712 000      | 8,0%              | 720 000 (6,7%) |

## Logotipos
- El primer logotipo del programa fue exclusivo a la primera edición, llamada Cuando calienta el sol en 1995.
- El segundo logotipo del programa fue creado en 1996 ya con la denominación Grand Prix y fue la primera Versión (Original) del logotipo con la vaquilla del Grand Prix, estando rodeada de una corona de flores y una medalla de oro, representando la victoria. Este logotipo se mantuvo durante el resto de la etapa del programa en TVE.
- La Segunda Versión del logotipo con la vaquilla fue en 2007, cuando al pasar el programa a las cadenas de la FORTA, se varió el logotipo usado en TVE eliminando la medalla de oro con el número 1 (que hacía referencia a La 1 de TVE) y haciéndolo esta vez por ordenador, en vez de ser dibujado. Fue usado también en la edición de 2008.
- La tercera versión del logotipo con la vaquilla se hizo en la edición de 2009, donde se renueva el logotipo por completo y se cambia la clásica corona de flores por un flotador, símbolo del verano, así como la medalla de n.º 1, que desaparece. También se cambia la vaquilla en sí, su expresión y su posición.
- Cuarta Versión: El Logotipo del Grand Prix Xpress. Se mantienen los rasgos de la 2.º versión, añadiéndose la coletilla "Xpress". Se usó en 2010 y en las reposiciones de este programa en 2011.
- La quinta versión es una actualización del logotipo original de 1996-2005. Se vuelve a utilizar la corona de flores y el color blanco del rótulo. Se actualiza el diseño de la vaquilla y se vuelve a añadir la medalla de oro con el número 1. Se elimina el lazo que se encontraba en la parte inferior.

## Premios y nominaciones
| Año  | Premio          | Categoría                                           | Nominado                                            | Resultado |
| ---- | --------------- | --------------------------------------------------- | --------------------------------------------------- | --------- |
| 1995 | TP de Oro       | Mejor presentador                                   | Ramón García                                        | Nominado  |
| 1996 | TP de Oro       | Mejor presentador                                   | Ramón García                                        | Nominado  |
| 1997 | TP de Oro       | Mejor presentador                                   | Ramón García                                        | Nominado  |
| 1998 | TP de Oro       | Mejor presentador                                   | Ramón García                                        | Nominado  |
| 1999 | TP de Oro       | Mejor presentador                                   | Ramón García                                        | Nominado  |
| 1999 | Premios ATV     | Programa de variedades y concursos                  | Grand Prix del verano                               | Nominado  |
| 2003 | TP de Oro       | Mejor presentador                                   | Ramón García                                        | Nominado  |
| 2004 | Premios INTE    | Programa de concurso del año                        | Grand Prix del verano                               | Finalista |
| 2023 | Premios TM      | Mejor concurso                                      | Grand Prix del verano                               | Ganador   |
| 2023 | Premios TM      | Mejor evento televisivo                             | Estreno de Grand Prix 2023                          | Nominado  |
| 2024 | Premios Zapping | Mejor programa entretenimiento/concurso             | Grand Prix del verano                               | Nominado  |
| 2024 | Premios Iris    | Mejor programa de entretenimiento                   | Grand Prix del verano                               | Nominado  |
| 2024 | Premios Iris    | Mejor presentador/a de programas de entretenimiento | Ramón García                                        | Nominado  |
| 2024 | Premios Iris    | Mejor dirección de programas                        | Gabriela Ventura                                    | Nominado  |
| 2024 | Premios Iris    | Mejor realización                                   | Valerio Boserman                                    | Nominado  |
| 2024 | Premios Iris    | Guion de entretenimiento                            | Javier Pilar y Carlos Soria                         | Nominado  |
| 2024 | Premios Iris    | Producción de entretenimiento                       | Patricia de Orive, Engel Serón y Cristina Benavente | Nominado  |

1. ↑  Por su trabajo en ¿Qué apostamos?, Cuando calienta el sol y Aquí jugamos todos.
2. ↑  Por su trabajo en ¿Qué apostamos? y Grand Prix del verano.
3. ↑  Por su trabajo en ¿Qué apostamos? y Grand Prix del verano.
4. ↑  Por su trabajo en ¿Qué apostamos?, Grand Prix del verano y La llamada de la suerte.
5. ↑  Por su trabajo en Grand Prix del verano, Todo en familia y El gran concurso del siglo.
6. ↑  Por su trabajo en Grand Prix del verano y Un domingo cualquiera.
7. ↑  Elegido por el 38,4% de las votaciones en X.[18]

## Canales que lo han emitido
| Grupo                      | Cadena                        | Edición | Edición | Edición | Edición | Edición | Edición | Edición | Edición | Edición | Edición | Edición | Edición | Edición | Edición | Edición | Edición | Edición |
| Grupo                      | Cadena                        | 1       | 2       | 3       | 4       | 5       | 6       | 7       | 8       | 9       | 10      | 11      | 12      | 13      | 14      | 15      | 16      | 17      |
| -------------------------- | ----------------------------- | ------- | ------- | ------- | ------- | ------- | ------- | ------- | ------- | ------- | ------- | ------- | ------- | ------- | ------- | ------- | ------- | ------- |
| CEXMA                      | Canal Extremadura             |         |         |         |         |         |         |         |         |         |         |         |         |         |         |         |         |         |
| FORTA                      | 7 Televisión Región de Murcia |         |         |         |         |         |         |         |         |         |         |         |         |         |         |         |         |         |
| FORTA                      | Aragón TV                     |         |         |         |         |         |         |         |         |         |         |         |         |         |         |         |         |         |
| FORTA                      | Canal 9                       |         |         |         |         |         |         |         |         |         |         |         |         |         |         |         |         |         |
| FORTA                      | Canal Sur                     |         |         |         |         |         |         |         |         |         |         |         |         |         |         |         |         |         |
| FORTA                      | Castilla-La Mancha TV         |         |         |         |         |         |         |         |         |         |         |         |         |         |         |         |         |         |
| FORTA                      | IB3                           |         |         |         |         |         |         |         |         |         |         |         |         |         |         |         |         |         |
| FORTA                      | Telemadrid                    |         |         |         |         |         |         |         |         |         |         |         |         |         |         |         |         |         |
| FORTA                      | Televisión Canaria            |         |         |         |         |         |         |         |         |         |         |         |         |         |         |         |         |         |
| Palencia TV                |                               |         |         |         |         |         |         |         |         |         |         |         |         |         |         |         |         |         |
| RTVCYL                     | La 7                          |         |         |         |         |         |         |         |         |         |         |         |         |         |         |         |         |         |
| RTVE                       | La 1                          |         |         |         |         |         |         |         |         |         |         |         |         |         |         |         |         |         |
| Segovia TV                 |                               |         |         |         |         |         |         |         |         |         |         |         |         |         |         |         |         |         |
| Sevilla TV                 |                               |         |         |         |         |         |         |         |         |         |         |         |         |         |         |         |         |         |
| Televisión Castilla y León |                               |         |         |         |         |         |         |         |         |         |         |         |         |         |         |         |         |         |

### Reposiciones
| Grupo | Cadena   | Edición | Edición | Edición | Edición | Años de emisión |
| Grupo | Cadena   | 12      | 15      | 16      | 17      | Años de emisión |
| ----- | -------- | ------- | ------- | ------- | ------- | --------------- |
| FORTA | La Otra  |         |         |         |         | 2019            |
| RTVE  | Clan TVE |         |         |         |         | 2023-act.       |

1. ↑  Con motivo del 30 aniversario de Telemadrid, la cadena La Otra emitió el 1 de junio de 2019 la reposición de una entrega de la decimosegunda edición de Grand Prix.[19]

### Plataformas de streaming
| Plataforma  | Edición | Edición | Edición | Año de publicación |
| Plataforma  | 15      | 16      | 17      | Año de publicación |
| ----------- | ------- | ------- | ------- | ------------------ |
| Prime Video |         |         |         | 2025-act.          |
| RTVE Play   |         |         |         | 2023-act.          |

### Emisiones internacionales
El programa fue emitido en Argentina, Chile, Brasil, Ecuador, El Salvador, Estados Unidos, Venezuela, Bolivia, Paraguay, Perú, México, Andorra, Canadá, República Dominicana, Indonesia, y Uruguay y fue doblado al inglés, portugués, francés, catalán e indonesio.
| País                 | Canal                                 | Años de emisión          |
| -------------------- | ------------------------------------- | ------------------------ |
| Andorra              | Radio y Televisión de Andorra         | 1995-2009                |
| Argentina            | Canal 13 Artear                       | 1995-2001                |
| Argentina            | Telefe                                | 2002-2007                |
| Bolivia              | Red ATB                               | 2009-                    |
| Bolivia              | Unitel                                | 1999-2007                |
| Brasil               | Globo 2                               | 1995-2009                |
| Canadá               | Global Television Network             | 1999-2007                |
| Canadá               | Telelatino                            | 1995-2009                |
| Canadá               | YTV                                   | 1995-2009                |
| Chile                | Canal 13                              | 1995-2000                |
| Chile                | Chilevision                           | 2018-                    |
| Chile                | TVN                                   | 2001-2007                |
| Colombia             | Proyectamos Televisión (Canal A)      | 1997-2000                |
| Costa Rica           | Teletica                              | 1995-2005                |
| Ecuador              | Gamavisión                            | 2018-                    |
| Ecuador              | Teleamazonas                          | 1995-2005                |
| El Salvador          | Canal 6                               | 1995-2007                |
| El Salvador          | TCS+                                  | 2018-                    |
| Estados Unidos       | Azteca América                        | 2018-                    |
| Estados Unidos       | Telemundo                             | 1995-2005/2007-2009      |
| Indonesia            | Indonesia TV                          | 2008-2009                |
| México               | Azteca 7                              | 1995-2005/2022-          |
| México               | Azteca Trece (actualmente Azteca Uno) | 2007-2015                |
| México               | A+                                    | 2018-2021                |
| Paraguay             | Telefuturo                            | 1997-2007                |
| Perú                 | ATV                                   | 1995-1998                |
| Perú                 | Frecuencia Latina                     | 1999-2005                |
| Perú                 | Panamericana Televisión               | 2018-                    |
| Perú                 | Red TV                                | 2012-2016                |
| República Dominicana | Telesistema 11                        | 1995-2007                |
| Uruguay              | Montecarlo TV Canal 4                 | 1995-2002                |
| Uruguay              | Teledoce                              | 2003-2005/2008/2024-act. |
| Venezuela            | Televen                               | 1995-2007                |
| Resto del mundo      | Az Mundo                              | 2000-2009                |
| Resto del mundo      | TVE Internacional                     | 1995-2005/2023-act.      |

1. ↑  El programa también ha sido transmitido en Andorra por Radio y Televisión de Andorra, pero solo era disponible en idioma español y catalán.
2. ↑  El programa también ha sido transmitido en Brasil por Rede Globo, pero solo era disponible en idioma portugués.
3. ↑  El programa también ha sido transmitido en Canadá por Global Television Network y YTV, pero solo era disponible en idioma inglés y francés en caso de la región de Quebec.
4. ↑  El programa también ha sido transmitido en Indonesia pero solo era disponible en idioma local.

## Publicidad en Grand Prix
A lo largo de sus 15 ediciones los patrocinadores han sido:
| Marca          | Prueba                | Años                |
| -------------- | --------------------- | ------------------- |
| Ariel          | Tomatazos             | 2005                |
| Duracell       | Menudas Piezas        | 2004                |
| Interporc      | Los Bocadillos        | 2023                |
| Kodak          | Foto en Familia       | 1999-2001           |
| Osram          | Jugando con la Luz    | 1996-1998/2002-2004 |
| Osram          | Los Barcos            | 2005                |
| Puleva         | Baloncesto en Pañales | 2004-2005           |
| Puleva         | La Vaca Pichichi      | 2005                |
| Puleva         | Las Lecheras          | 2004                |
| Viajes Marsans | El Cupón Marsans      | 2003                |

## Peque Prix
El 10 de octubre de 1998, La 1 estrenó la versión infantil del clásico programa Grand Prix, llamada Peque Prix en el que participaron equipos de diferentes colegios de España. En cada programa jugaban dos, formados por 20 alumnos cada uno, de entre 8 y 14 años, y tres profesores capitaneados por el director del centro, que realizaban las pruebas con la vaquilla. Fue presentado por Miriam Domínguez, acompañada por Pilar Soto y Carlos Castel (1998-1999), y por Andrés Caparrós, acompañado por Esther Bizcarrondo y Patricia Gallo (1999-2000). El programa tuvo sus propios personajes y fueron el profesor García, la Momia (1998-2000) y Chencho (1999-2000). Se realizaron un total de 71 programas repartidos en 6 torneos que se realizaron desde 1998 hasta 2000.

## Grand Prix Xpress
En 2010, ante el desinterés tanto de las cadenas de FORTA como de Europroducciones de realizar la decimoquinta edición de Grand Prix ese año debido a los recortes presupuestarios, la productora decidió crear para emitir ese año Grand Prix Xpress, un formato de media hora de duración el cual se trataba de un refrito de imágenes de las tres últimas temporadas del programa comentadas por Fernando Costilla y Paco Bravo. El programa contó con un total de 40 entregas, con las cuales se rememoraban los mejores momentos, anécdotas y vivencias de los concursantes en las tres temporadas emitidas en las cadenas autonómicas. A pesar de los cambios implementados, las pruebas con vaquillas seguían siendo el eje principal del programa. Este programa se emitió en el access prime time de Castilla-La Mancha TV, más tarde trasladado a Castilla-La Mancha Televisión 2, y Canal Extremadura desde julio de 2010 hasta enero de 2011.

## Versiones internacionales
| País           | Nombre                                                       | Presentadores           | Canal         | Años de emisión             |
| -------------- | ------------------------------------------------------------ | ----------------------- | ------------- | --------------------------- |
| Alemania       | Deutschland Champions                                        | ?                       | ARD           | 2003-2004                   |
| Alemania       | Telematch (Spiel Öhne Grenzen)                               | Camillo Felgen          | TransTel      | 1970-1979                   |
| Argentina      | Supermatch                                                   | Juan Carlos Mendizabal  | Telefe        | 1992-2001                   |
| Argentina      | Supermatch                                                   | Ronnie Arias            | Telefe        | 1992-2001                   |
| Argentina      | Supermatch                                                   | Victoria Sus            | Telefe        | 1992-2001                   |
| Argentina      | Supermatch                                                   | Alejandro Koros         | Telefe        | 1992-2001                   |
| Australia      | It's a Knockout                                              | Billy J. Smith          | Ten Australia | 1985-1987/2011-2012         |
| Australia      | It's a Knockout                                              | Fiona MacDonald         | Ten Australia | 1985-1987/2011-2012         |
| Australia      | It's a Knockout                                              | HG Nelson               | Ten Australia | 1985-1987/2011-2012         |
| Australia      | It's a Knockout                                              | Charli Robinson         | Ten Australia | 1985-1987/2011-2012         |
| Australia      | It's a Knockout                                              | Brad McEwan             | Ten Australia | 1985-1987/2011-2012         |
| Estados Unidos | Almost Anything Goes                                         | Charlie Jones           | ABC           | 1975-1976                   |
| Estados Unidos | Almost Anything Goes                                         | Sam Riddle              | ABC           | 1975-1976                   |
| Estados Unidos | Almost Anything Goes                                         | Sweet Dick Wittington   | ABC           | 1975-1976                   |
| Estados Unidos | Almost Anything Goes                                         | Regis Philbin           | ABC           | 1975-1976                   |
| Estados Unidos | Almost Anything Goes                                         | Bill Boggs              | ABC           | 1975-1976                   |
| Europa         | Spiel Ohne Grenzen                                           | Armin Dalh              | WDR           | 1965-1980                   |
| Europa         | Spiel Ohne Grenzen                                           | Frank Elstner           | WDR           | 1965-1980                   |
| Europa         | Spiel Ohne Grenzen                                           | Camillo Felgen          | WDR           | 1965-1980                   |
| Europa         | Spiel Ohne Grenzen                                           | Erhardt Keller          | WDR           | 1965-1980                   |
| Europa         | Spiel Ohne Grenzen                                           | Manfred Erdenberger     | WDR           | 1965-1980                   |
| Europa         | Spiel Ohne Grenzen                                           | Hartmut Bruehl          | WDR           | 1965-1980                   |
| Europa         | Spiel Ohne Grenzen                                           | Marie-Louise Steinbauer | WDR           | 1965-1980                   |
| Europa         | Spiel Ohne Grenzen                                           | Brigitte Martz          | WDR           | 1965-1980                   |
| Europa         | Spiel Ohne Grenzen                                           | Karl-Heinz Wocker       | WDR           | 1965-1980                   |
| Europa         | Spiel Ohne Grenzen                                           | Heribert Fassbender     | WDR           | 1965-1980                   |
| Europa         | Spel Zonder Grenzen                                          | Jan Theys               | RTB           | 1965-1982                   |
| Europa         | Spel Zonder Grenzen                                          | Willy Dalabastita       | RTB           | 1965-1982                   |
| Europa         | Spel Zonder Grenzen                                          | Mike Verdrengh          | RTB           | 1965-1982                   |
| Europa         | Spel Zonder Grenzen                                          | Marc Van Poucke         | RTB           | 1965-1982                   |
| Europa         | Spel Zonder Grenzen                                          | Regine Clauwaert        | RTB           | 1965-1982                   |
| Europa         | Spel Zonder Grenzen                                          | Ann Michel              | RTB           | 1965-1982                   |
| Europa         | Spel Zonder Grenzen                                          | Linda Lepomme           | RTB           | 1965-1982                   |
| Europa         | Spel Zonder Grenzen                                          | Walter Capiau           | RTB           | 1965-1982                   |
| Europa         | Spel Zonder Grenzen                                          | Mike Verdrengh          | RTB           | 1965-1982                   |
| Europa         | Spel Zonder Grenzen                                          | Paule Herreman          | RTBF          | 1988-1989                   |
| Europa         | Spel Zonder Grenzen                                          | Jean-Claude Menessier   | RTBF          | 1988-1989                   |
| Europa         | Spel Zonder Grenzen                                          | Michel Lemaire          | RTBF          | 1988-1989                   |
| Europa         | Spel Zonder Grenzen                                          | Jacques Careuil         | RTBF          | 1988-1989                   |
| Europa         | Spel Zonder Grenzen                                          | Paule Herreman          | RTBF          | 1988-1989                   |
| Europa         | Spel Zonder Grenzen                                          | Sylvie Rigot            | RTBF          | 1988-1989                   |
| Europa         | Spel Zonder Grenzen                                          | Thierry Tinlot          | RTBF          | 1988-1989                   |
| Europa         | Hyr Bez Hranic                                               | Martina Adamcová        | ČST           | 1992                        |
| Europa         | Hyr Bez Hranic                                               | Martina Adamcová        | ČST           | 1992                        |
| Europa         | Hyr Bez Hranic                                               | Pavel Zedniček          | ČST           | 1992                        |
| Europa         | Igre Brez Meja                                               | Mario Galunič           | RTVSLO        | 1994/1996-1997/1999         |
| Europa         | Igre Brez Meja                                               | Eva Longyka             | RTVSLO        | 1994/1996-1997/1999         |
| Europa         | Igre Brez Meja                                               | Gregor Krajc            | RTVSLO        | 1994/1996-1997/1999         |
| Europa         | Igre Brez Meja                                               | Špela Trefalt           | RTVSLO        | 1994/1996-1997/1999         |
| Europa         | Igre Brez Meja                                               | Mojca Mavec             | RTVSLO        | 1994/1996-1997/1999         |
| Europa         | Juegos sin fronteras                                         | Ignacio Salas           | TVE           | 1988/1990-1992              |
| Europa         | Juegos sin fronteras                                         | Guillermo Summers       | TVE           | 1988/1990-1992              |
| Europa         | Juegos sin fronteras                                         | Carmen Otero            | TVE           | 1988/1990-1992              |
| Europa         | Juegos sin fronteras                                         | Daniel Vindel           | TVE           | 1988/1990-1992              |
| Europa         | Juegos sin fronteras                                         | Isabel Gemio            | TVE           | 1988/1990-1992              |
| Europa         | Juegos sin fronteras                                         | César Heinrich          | TVE           | 1988/1990-1992              |
| Europa         | Juegos sin fronteras                                         | Elisa Matilla           | TVE           | 1988/1990-1992              |
| Europa         | Jeux Sans Frontieres                                         | Guy Lux                 | ORTF          | 1965-1967/1970-1974         |
| Europa         | Jeux Sans Frontieres                                         | Claude Savarit          | ORTF          | 1965-1967/1970-1974         |
| Europa         | Jeux Sans Frontieres                                         | Simone Garnier          | Antenne 2     | 1975-1982/1988-1992         |
| Europa         | Jeux Sans Frontieres                                         | Fabrice                 | Antenne 2     | 1975-1982/1988-1992         |
| Europa         | Jeux Sans Frontieres                                         | Marie-Ange Nardi        | Antenne 2     | 1975-1982/1988-1992         |
| Europa         | Jeux Sans Frontieres                                         | Georges Beller          | Antenne 2     | 1975-1982/1988-1992         |
| Europa         | Jeux Sans Frontieres                                         | Daniela Lumbroso        | Antenne 2     | 1975-1982/1988-1992         |
| Europa         | Jeux Sans Frontieres                                         | Olivier Minne           | France 2      | 1997-1999                   |
| Europa         | Jeux Sans Frontieres                                         | Jean Riffel             | France 2      | 1997-1999                   |
| Europa         | Jeux Sans Frontieres                                         | Jean-Luc Reichmann      | France 2      | 1997-1999                   |
| Europa         | Jeux Sans Frontieres                                         | Christelle Ballestrero  | France 2      | 1997-1999                   |
| Europa         | Jeux Sans Frontieres                                         | Nelson Monfort          | France 2      | 1997-1999                   |
| Europa         | Jeux Sans Frontieres                                         | Fabienne Egal           | France 2      | 1997-1999                   |
| Europa         | Gemau Heb Ffiniau                                            | Nia Chiswell            | S4C           | 1991-1994                   |
| Europa         | Gemau Heb Ffiniau                                            | Iestyn Garlick          | S4C           | 1991-1994                   |
| Europa         | Gemau Heb Ffiniau                                            | Johnny Tudor            | S4C           | 1991-1994                   |
| Europa         | Παιχνίδια Χωρίς Σύνορα                                       | Dafne Bokota            | ERT           | 1993-1999                   |
| Europa         | Παιχνίδια Χωρίς Σύνορα                                       | Vera Stratakou          | ERT           | 1993-1999                   |
| Europa         | Παιχνίδια Χωρίς Σύνορα                                       | Angela Gerekou          | ERT           | 1993-1999                   |
| Europa         | Παιχνίδια Χωρίς Σύνορα                                       | Georgios Tsidimis       | ERT           | 1993-1999                   |
| Europa         | Παιχνίδια Χωρίς Σύνορα                                       | Filippos Sofianos       | ERT           | 1993-1999                   |
| Europa         | Παιχνίδια Χωρίς Σύνορα                                       | Kostas Sgontzos         | ERT           | 1993-1999                   |
| Europa         | Jatek Hatarok Nelkui                                         | Dorottya Geszler        | MTV           | 1993-1999                   |
| Europa         | Jatek Hatarok Nelkui                                         | Istvas Vago             | MTV           | 1993-1999                   |
| Europa         | Jatek Hatarok Nelkui                                         | Gábor Gundel Takács     | MTV           | 1993-1999                   |
| Europa         | Jatek Hatarok Nelkui                                         | Erika Balogh            | MTV           | 1993-1999                   |
| Europa         | Jatek Hatarok Nelkui                                         | Csaba Marton            | MTV           | 1993-1999                   |
| Europa         | Jatek Hatarok Nelkui                                         | Beatrix Farkas          | MTV           | 1993-1999                   |
| Europa         | Jatek Hatarok Nelkui                                         | Maria Borbács           | MTV           | 1993-1999                   |
| Europa         | Glochi Senza Frontiere                                       | Enzo Tortora            | RAI           | 1965-1982/1988-1999         |
| Europa         | Glochi Senza Frontiere                                       | Giulio Marchetti        | RAI           | 1965-1982/1988-1999         |
| Europa         | Glochi Senza Frontiere                                       | Renata Mauro            | RAI           | 1965-1982/1988-1999         |
| Europa         | Glochi Senza Frontiere                                       | Rosanna Vaudetti        | RAI           | 1965-1982/1988-1999         |
| Europa         | Glochi Senza Frontiere                                       | Ettore Andenna          | RAI           | 1965-1982/1988-1999         |
| Europa         | Glochi Senza Frontiere                                       | Milly Carlucci          | RAI           | 1965-1982/1988-1999         |
| Europa         | Glochi Senza Frontiere                                       | Michele Gammino         | RAI           | 1965-1982/1988-1999         |
| Europa         | Glochi Senza Frontiere                                       | Milly Carlucci          | RAI           | 1965-1982/1988-1999         |
| Europa         | Glochi Senza Frontiere                                       | Simona Izzo             | RAI           | 1965-1982/1988-1999         |
| Europa         | Glochi Senza Frontiere                                       | Claudio Lippi           | RAI           | 1965-1982/1988-1999         |
| Europa         | Glochi Senza Frontiere                                       | Feliciana Iaccio        | RAI           | 1965-1982/1988-1999         |
| Europa         | Glochi Senza Frontiere                                       | Paola Bulbarelli        | RAI           | 1965-1982/1988-1999         |
| Europa         | Glochi Senza Frontiere                                       | Feliciana Iaccio        | RAI           | 1965-1982/1988-1999         |
| Europa         | Glochi Senza Frontiere                                       | Ettore Andenna          | RAI           | 1965-1982/1988-1999         |
| Europa         | Glochi Senza Frontiere                                       | Ettore Andenna          | RAI           | 1965-1982/1988-1999         |
| Europa         | Glochi Senza Frontiere                                       | María Teresa Ruta       | RAI           | 1965-1982/1988-1999         |
| Europa         | Glochi Senza Frontiere                                       | Mónica Casti            | RAI           | 1965-1982/1988-1999         |
| Europa         | Glochi Senza Frontiere                                       | Simona Tagli            | RAI           | 1965-1982/1988-1999         |
| Europa         | Glochi Senza Frontiere                                       | Antonello Dose          | RAI           | 1965-1982/1988-1999         |
| Europa         | Glochi Senza Frontiere                                       | Marco Presta            | RAI           | 1965-1982/1988-1999         |
| Europa         | Glochi Senza Frontiere                                       | Mauro Serio             | RAI           | 1965-1982/1988-1999         |
| Europa         | Glochi Senza Frontiere                                       | Flavia Fortunato        | RAI           | 1965-1982/1988-1999         |
| Europa         | Loghob Minghajr Fruntieri                                    | John Demanuele          | PBS Malta     | 1994-1995                   |
| Europa         | Loghob Minghajr Fruntieri                                    | Stephanie Spiteri       | PBS Malta     | 1994-1995                   |
| Europa         | Loghob Minghajr Fruntieri                                    | Charles Saliba          | PBS Malta     | 1994-1995                   |
| Europa         | Loghob Minghajr Fruntieri                                    | Louise Tedesco          | PBS Malta     | 1994-1995                   |
| Europa         | Spel Zonder Grenzen                                          | Dick Passchier          | NCRV          | 1970-1977                   |
| Europa         | Spel Zonder Grenzen                                          | Dik Bikker              | NCRV          | 1970-1977                   |
| Europa         | Spel Zonder Grenzen                                          | Barend Barendse         | NCRV          | 1970-1977                   |
| Europa         | Spel Zonder Grenzen                                          | Jack Van Gelder         | TROS          | 1997-1998                   |
| Europa         | Spel Zonder Grenzen                                          | Ron Boszhard            | TROS          | 1997-1998                   |
| Europa         | Jogos sem Fronteiras                                         | Eládio Clímaco          | RTP           | 1979-1982/1988-1998         |
| Europa         | Jogos sem Fronteiras                                         | Maria Margarida Gaspar  | RTP           | 1979-1982/1988-1998         |
| Europa         | Jogos sem Fronteiras                                         | Fialho Gouveia          | RTP           | 1979-1982/1988-1998         |
| Europa         | Jogos sem Fronteiras                                         | Alice Cruz              | RTP           | 1979-1982/1988-1998         |
| Europa         | Jogos sem Fronteiras                                         | Ivone Ferreira          | RTP           | 1979-1982/1988-1998         |
| Europa         | Jogos sem Fronteiras                                         | Ana do Carmo            | RTP           | 1979-1982/1988-1998         |
| Europa         | Jogos sem Fronteiras                                         | Ana Zanatti             | RTP           | 1979-1982/1988-1998         |
| Europa         | Jogos sem Fronteiras                                         | Conceição Cabral        | RTP           | 1979-1982/1988-1998         |
| Europa         | Jogos sem Fronteiras                                         | Cristina Lebre          | RTP           | 1979-1982/1988-1998         |
| Europa         | Jogos sem Fronteiras                                         | Anabela Mota Ribeiro    | RTP           | 1979-1982/1988-1998         |
| Europa         | Jogos sem Fronteiras                                         | Luis de Matos           | RTP           | 1979-1982/1988-1998         |
| Europa         | Jogos sem Fronteiras                                         | Maria João Silveira     | RTP           | 1979-1982/1988-1998         |
| Europa         | Hyr Bez Hranic                                               | Marcela Augustová       | ČT            | 1993-1995                   |
| Europa         | Hyr Bez Hranic                                               | Petr Vichnar            | ČT            | 1993-1995                   |
| Europa         | Hyr Bez Hranic                                               | Ota Jirak               | ČT            | 1993-1995                   |
| Europa         | Hyr Bez Hranic                                               | Rudolf Papezik          | ČT            | 1993-1995                   |
| Europa         | Hyr Bez Hranic                                               | Barbora Kroužková       | ČT            | 1993-1995                   |
| Europa         | It's a Knockout                                              | David Vine              | BBC           | 1967-1982                   |
| Europa         | It's a Knockout                                              | McDonald Hobley         | BBC           | 1967-1982                   |
| Europa         | It's a Knockout                                              | Katie Boyle             | BBC           | 1967-1982                   |
| Europa         | It's a Knockout                                              | Eddie Waring            | BBC           | 1967-1982                   |
| Europa         | It's a Knockout                                              | Stuart Hall             | BBC           | 1967-1982                   |
| Europa         | It's a Knockout                                              | Brian Cant              | BBC           | 1967-1982                   |
| Europa         | Glochi Senza Frontiere                                       | Laura Fabbri            | SMRTV         | 1989-1991                   |
| Europa         | Glochi Senza Frontiere                                       | Jan Hiermeyer           | SRG SSR       | 1967-1982                   |
| Europa         | Glochi Senza Frontiere                                       | Dorothea Furrer         | SRG SSR       | 1967-1982                   |
| Europa         | Glochi Senza Frontiere                                       | Heidi Abel              | SRG SSR       | 1967-1982                   |
| Europa         | Glochi Senza Frontiere                                       | Rosemarie Pfulger       | SRG SSR       | 1967-1982                   |
| Europa         | Glochi Senza Frontiere                                       | Tiziano Colotti         | SRG SSR       | 1967-1982                   |
| Europa         | Glochi Senza Frontiere                                       | Ezio Guidi              | SRG SSR       | 1967-1982                   |
| Europa         | Glochi Senza Frontiere                                       | Enzo Tortora            | SRG SSR       | 1967-1982                   |
| Europa         | Glochi Senza Frontiere                                       | Mascia Cantoni          | SRG SSR       | 1967-1982                   |
| Europa         | Glochi Senza Frontiere                                       | Caterina Ruggeri        | SRG SSR       | 1967-1982                   |
| Europa         | Glochi Senza Frontiere                                       | Paolo Calissano         | SRG SSR       | 1967-1982                   |
| Europa         | Glochi Senza Frontiere                                       | Matteo Pelli            | SRG SSR       | 1967-1982                   |
| Europa         | Glochi Senza Frontiere                                       | Georges Kleinmann       | TSR           | 1992-1999                   |
| Europa         | Glochi Senza Frontiere                                       | Claude Evelyne          | TSR           | 1992-1999                   |
| Europa         | Glochi Senza Frontiere                                       | Jacques Huwyler         | TSR           | 1992-1999                   |
| Europa         | Glochi Senza Frontiere                                       | Elisabeth Brindisi      | TSR           | 1992-1999                   |
| Europa         | Glochi Senza Frontiere                                       | Catherine Sommer        | TSR           | 1992-1999                   |
| Europa         | Glochi Senza Frontiere                                       | Iván Fresard            | TSR           | 1992-1999                   |
| Europa         | Alab Didoun Rondoud                                          | Georges Beller          | ERTT          | 1992                        |
| Europa         | Alab Didoun Rondoud                                          | Daniela Lumbroso        | ERTT          | 1992                        |
| Europa         | Igre Bez Granica                                             | Dragan Nikitović        | JRT           | 1978-1982/1990              |
| Europa         | Igre Bez Granica                                             | Dunja Lango             | JRT           | 1978-1982/1990              |
| Europa         | Igre Bez Granica                                             | Minja Subota            | JRT           | 1978-1982/1990              |
| Europa         | Igre Bez Granica                                             | Bruno Alesio            | JRT           | 1978-1982/1990              |
| Europa         | Igre Bez Granica                                             | Mito Trefalt            | JRT           | 1978-1982/1990              |
| Europa         | Igre Bez Granica                                             | Dunja Figenvald         | JRT           | 1978-1982/1990              |
| Europa         | Igre Bez Granica                                             | Mersiha Čolaković       | JRT           | 1978-1982/1990              |
| Europa         | Igre Bez Granica                                             | Jovan Pavliček          | JRT           | 1978-1982/1990              |
| Europa         | Igre Bez Granica                                             | Duška Markotić          | JRT           | 1978-1982/1990              |
| Francia        | Intervilles                                                  | Guy Lux                 | RTFORTFFR3    | 1962-19631964/1970-19731985 |
| Francia        | Intervilles                                                  | Simone Garnier          | RTFORTFFR3    | 1962-19631964/1970-19731985 |
| Francia        | Intervilles                                                  | Roger Couderc           | RTFORTFFR3    | 1962-19631964/1970-19731985 |
| Francia        | Intervilles                                                  | Claude Savarit          | RTFORTFFR3    | 1962-19631964/1970-19731985 |
| Francia        | Intervilles                                                  | Léon Zitrone            | RTFORTFFR3    | 1962-19631964/1970-19731985 |
| Francia        | Intervilles                                                  | Denise Fabre            | TF1           | 1986-1991/1995-1999         |
| Francia        | Intervilles                                                  | Philippe Risoli         | TF1           | 1986-1991/1995-1999         |
| Francia        | Intervilles                                                  | Patrick Roy             | TF1           | 1986-1991/1995-1999         |
| Francia        | Intervilles                                                  | Pascal Brunner          | TF1           | 1986-1991/1995-1999         |
| Francia        | Intervilles                                                  | Evelyne Leclercq        | TF1           | 1986-1991/1995-1999         |
| Francia        | Intervilles                                                  | Jean-Pierre Foucault    | TF1           | 1986-1991/1995-1999         |
| Francia        | Intervilles                                                  | Fabrice                 | TF1           | 1986-1991/1995-1999         |
| Francia        | Intervilles                                                  | Thierry Roland          | TF1           | 1986-1991/1995-1999         |
| Francia        | Intervilles                                                  | Julien Courbet          | TF1           | 1986-1991/1995-1999         |
| Francia        | Intervilles                                                  | Tex                     | France 3      | 2006-2009                   |
| Francia        | Intervilles                                                  | Julien Lepers           | France 3      | 2006-2009                   |
| Francia        | Intervilles                                                  | Nelson Monfort          | France 3      | 2006-2009                   |
| Francia        | Intervilles                                                  | Philippe Candeloro      | France 3      | 2006-2009                   |
| Francia        | Intervilles                                                  | Nagui                   | France 2      | 2004-2005/2013/2025         |
| Francia        | Intervilles                                                  | Juliette Arnaud         | France 2      | 2004-2005/2013/2025         |
| Francia        | Intervilles                                                  | Patrice Laffont         | France 2      | 2004-2005/2013/2025         |
| Francia        | Intervilles                                                  | Olivier Minne           | France 2      | 2004-2005/2013/2025         |
| Francia        | Intervilles                                                  | Nathalie Simon          | France 2      | 2004-2005/2013/2025         |
| Francia        | Intervilles                                                  | Bruno Guillon           | France 2      | 2004-2005/2013/2025         |
| Francia        | Intervilles International/The Biggest Game Show in the World | Cécile De Menibus       | Gulli         | 2005-2016                   |
| Francia        | Intervilles International/The Biggest Game Show in the World | Joan Faggianelli        | Gulli         | 2005-2016                   |
| Italia         | Campanile Sera                                               | Mike Bongiorno          | RAI           | 1959-1962                   |
| Italia         | Campanile Sera                                               | Enzo Tortora            | RAI           | 1959-1962                   |
| Italia         | Campanile Sera                                               | Renato Tagliani         | RAI           | 1959-1962                   |
| Italia         | Campanile Sera                                               | Enzo Sampò              | RAI           | 1959-1962                   |
| Italia         | EuroGames                                                    | Ilary Blasi             | Canale 5      | 2019                        |
| Italia         | EuroGames                                                    | Alvin                   | Canale 5      | 2019                        |
| Italia         | Mezzogiorno in Famiglia                                      | Alessandro Cechi Paone  | RAI 2         | 1993-2019                   |
| Italia         | Mezzogiorno in Famiglia                                      | Paola Perego            | RAI 2         | 1993-2019                   |
| Italia         | Mezzogiorno in Famiglia                                      | Massimo Gileti          | RAI 2         | 1993-2019                   |
| Italia         | Mezzogiorno in Famiglia                                      | Tiberio Timperi         | RAI 2         | 1993-2019                   |
| Italia         | Mezzogiorno in Famiglia                                      | Bárbara D'Urso          | RAI 2         | 1993-2019                   |
| Italia         | Mezzogiorno in Famiglia                                      | Andrea Roncato          | RAI 2         | 1993-2019                   |
| Italia         | Mezzogiorno in Famiglia                                      | Simonetta Martone       | RAI 2         | 1993-2019                   |
| Italia         | Mezzogiorno in Famiglia                                      | Roberta Capua           | RAI 2         | 1993-2019                   |
| Italia         | Mezzogiorno in Famiglia                                      | Adriana Volpe           | RAI 2         | 1993-2019                   |
| Italia         | Mezzogiorno in Famiglia                                      | Giancarlo Magalli       | RAI 2         | 1993-2019                   |
| Italia         | Mezzogiorno in Famiglia                                      | Amadeus                 | RAI 2         | 1993-2019                   |
| Italia         | Mezzogiorno in Famiglia                                      | Laura Barriales         | RAI 2         | 1993-2019                   |
| Italia         | Mezzogiorno in Famiglia                                      | Alessia Ventura         | RAI 2         | 1993-2019                   |
| Italia         | Mezzogiorno in Famiglia                                      | Massimiliano Ossini     | RAI 2         | 1993-2019                   |
| Italia         | Mezzogiorno in Famiglia                                      | Manila Nazzaro          | RAI 2         | 1993-2019                   |
| Japón          | Fūun! Takeshi Jō                                             | Takeshi Kitano          | TBS           | 1986-1990                   |
| Japón          | Fūun! Takeshi Jō                                             | Hayato Tani             | TBS           | 1986-1990                   |
| Japón          | Fūun! Takeshi Jō                                             | Saburo Ishikura         | TBS           | 1986-1990                   |
| Japón          | Fūun! Takeshi Jō                                             | Higashi Sonomanma       | TBS           | 1986-1990                   |
| Japón          | Fūun! Takeshi Jō                                             | Subaru Kimura           | Prime Video   | 2023                        |
| Japón          | Fūun! Takeshi Jō                                             | Osamu Shitara           | Prime Video   | 2023                        |
| Japón          | Fūun! Takeshi Jō                                             | Kuri Himura             | Prime Video   | 2023                        |
| Japón          | Fūun! Takeshi Jō                                             | Shinya Ueda             | Prime Video   | 2023                        |
| Japón          | Fūun! Takeshi Jō                                             | Naomi Watanabe          | Prime Video   | 2023                        |
| Japón          | Fūun! Takeshi Jō                                             | Ennosuke Ichikawa       | Prime Video   | 2023                        |
| Nueva Zelanda  | Top Town                                                     | ?                       | NZ TV         | 1976-1990/2009              |
| Países Bajos   | Stedenspel                                                   | Dick Passchier          | TROS          | 1970-1989/2010              |
| Países Bajos   | Stedenspel                                                   | Dick van 't Sant        | TROS          | 1970-1989/2010              |
| Países Bajos   | Zeskamp                                                      | Regine Clauwaert        | KRO-NCRV      | 1964-1987                   |
| Países Bajos   | Zeskamp                                                      | Dick Passchier          | KRO-NCRV      | 1964-1987                   |
| Países Bajos   | Zeskamp                                                      | Tanja Koen              | KRO-NCRV      | 1964-1987                   |
| Países Bajos   | Zeskamp                                                      | Frank Masmeijer         | KRO-NCRV      | 1964-1987                   |
| Países Bajos   | Zeskamp                                                      | Henk Mouwe              | KRO-NCRV      | 1964-1987                   |
| Portugal       | Campeões Nacionais                                           | José Figueiras          | SIC           | 2003                        |
| Portugal       | Todos Gostam do Verão                                        | Carolina Patrocínio     | SIC           | 2009                        |
| Portugal       | Todos Gostam do Verão                                        | João Manzarra           | SIC           | 2009                        |
| Reino Unido    | It's a Knockout                                              | David Vine              | BBC           | 1966-1982/1988-2001         |
| Reino Unido    | It's a Knockout                                              | Stuart Hall             | BBC           | 1966-1982/1988-2001         |
| Reino Unido    | It's a Knockout                                              | McDonald Hobley         | BBC           | 1966-1982/1988-2001         |
| Reino Unido    | It's a Knockout                                              | Bernie Clifton          | BBC           | 1966-1982/1988-2001         |
| Reino Unido    | It's a Knockout                                              | Iestyn Garlick          | BBC           | 1966-1982/1988-2001         |
| Reino Unido    | It's a Knockout                                              | Nia Chiswell            | BBC           | 1966-1982/1988-2001         |
| Reino Unido    | It's a Knockout                                              | Keith Chegwin           | BBC           | 1966-1982/1988-2001         |
| Reino Unido    | It's a Knockout                                              | Lucy Alexander          | BBC           | 1966-1982/1988-2001         |
| Venezuela      | Mega Match                                                   | Gilberto Correa         | Venevisión    | 1996-2000/2002-2006         |
| Venezuela      | Mega Match                                                   | Daniel Sarcos           | Venevisión    | 1996-2000/2002-2006         |
| Venezuela      | Mega Match                                                   | Samir Bazzi             | Venevisión    | 1996-2000/2002-2006         |
| Venezuela      | Mega Match                                                   | Rashel Rodríguez        | Venevisión    | 1996-2000/2002-2006         |
| Venezuela      | Mega Match                                                   | Jorge Aravena           | Venevisión    | 1996-2000/2002-2006         |
| Venezuela      | Mega Match                                                   | Luis Gerónimo Abreu     | Venevisión    | 1996-2000/2002-2006         |
| Venezuela      | Mega Match                                                   | Daniel Somaroó          | Venevisión    | 1996-2000/2002-2006         |
| Venezuela      | Mega Match                                                   | Chiquinquirá Delgado    | Venevisión    | 1996-2000/2002-2006         |
| Venezuela      | Mega Match                                                   | Waleska Castrillo       | Venevisión    | 1996-2000/2002-2006         |
| Venezuela      | Mega Match                                                   | Daniel Enrique Romero   | Venevisión    | 1996-2000/2002-2006         |
| Venezuela      | Mega Match                                                   | María Fernanda León     | Venevisión    | 1996-2000/2002-2006         |
| Venezuela      | Mega Match                                                   | Rocco Lasalvia          | Venevisión    | 1996-2000/2002-2006         |
| Venezuela      | Mega Match                                                   | Manuel Sanz             | Venevisión    | 1996-2000/2002-2006         |

## Adaptaciones del formato a otros medios
La constantes respuestas negativas por parte de TVE por recuperar el formato en los últimos años han suscitado, por parte de aficionados, la adaptación del mismo a nuevos medios que, sin igualar al original retransmitido por televisión, han intentado mantener su esencia al menos. Uno de los medios que más se han prestado a ello son los videojuegos de construcción, ya que permiten a los usuarios una gran cantidad de libertad creativa que les permite, además de intentar emular los puntos fundamentales del programa original, aportar una serie de factores que permiten la adaptación del formato a dicho terreno, dando lugar así a una versión alternativa del Grand Prix que, además, es interactiva al permitir su disfrute por parte de todos aquellos que cuenten con los medios para vivir esa experiencia.
Uno de los videojuegos que más posibilidades ha brindado en este sentido ha sido el sandbox Minecraft, cuyo infinito abanico de oportunidades creativas incentivó a un usuario del mismo, AtopeMonster, a crear una primera trilogía sobre el Grand Prix del verano en 2016 con el fin de que esos mapas fuesen jugados por los youtubers españoles TheWillyrex y bysTaXx a través del hashtag #MapaWillysTaXx, logrando que, al menos, la primera parte fuese la protagonista de un vídeo de cada uno de ellos. Sin embargo, el mapa denotaba una serie de errores que evidenciaban que el mapmaker era un amateur en dicho campo, y su adaptación del formato televisivo permaneció en el anonimato desde entonces, algo que, sin embargo, no fue motivo para que, cuatro años después, en 2020, con motivo de la pandemia del COVID-19, pudiese dedicar el tiempo necesario para elaborar una segunda versión, titulada Grand Prix MC 2.0. Este segundo intento de adaptación cuenta con cuatro mapas, proyectados siguiendo en parte la mecánica original del Grand Prix del verano, pues tres de ellos permiten a los jugadores obtener una serie de puntos que, reflejados en una clasificación general, deciden quiénes dos podrán participar en el programa final.
Entre las diferencias destacables que pueden apreciarse entre las dos versiones del formato, cabe mencionar estas: ya no se dividen los programas en mapas diferentes, los cuatro de la segunda versión quedan concentrados en uno solo, de forma que se puede acceder a ellos a través de un pequeño lobby; el número de pruebas por programa (sin contar la final, que cuenta con más) aumenta de seis a ocho, extendiendo así el tiempo jugable y, por consiguiente, aportando un mayor índice de diversión y entretenimiento; se mantiene la unidad de estilo en las casitas que al inicio de cada programa permiten acceder a su primera prueba, aunque el material de base usado para el conjunto varíe en todos (son maderas de distintas clases); y la finalidad de este proyecto ya no obedecía a un hashtag y al deseo de que fuese jugado por youtubers, sino que pretendía revivir y legitimar el formato a través de Minecraft de la mejor manera posible. Por desgracia, su desconocimiento sigue siendo enorme, de forma que, en la actualidad, tan solo unos pocos han descargado el mapa.
En ambas adaptaciones el usuario recreó en el estilo de Minecraft pruebas clásicas del formato original, como Los troncos locos, La cucaña, Las manos musicales (aquí llamado Musicraft y con una mecánica semejante), El acueducto (Los arcos de Moscú), La patata caliente (El yunque cayente), Los superbolos (Los mobolos) o El diccionario. No obstante, AtopeMonster también fue creativo y decidió inventar nuevas pruebas en las que el espíritu del programa pudiese ser percibido, entre ellas las famosas yincanas, aquellas pruebas en las que los concursantes debía realizar un recorrido a través de una serie de obstáculos que eran necesarios para poder acceder al objetivo final, que era la plaza de la vaquilla, un elemento que en estos mapas de Minecraft ha sido adaptado como "plaza del zombillo", debido a que no existen vaquillas en el videojuego, pero de igual forma cuentan con un carné de identidad al estilo de los leídos por Ramón García y Bertín Osborne en sus respectivas ediciones. La segunda versión, además, cuenta con un aparato de música y sonidos cuya intención es aumentar todavía más la sensación de que los jugadores están viviendo un Grand Prix del verano, de forma que, por ejemplo, cada prueba va precedida por un fragmento musical que va al ritmo de un título central con el nombre de la prueba, hay un sonido para indicar la modificación de puntos en el marcador del programa, se ha recuperado en buena medida la música original de la plaza de la vaquilla e incluso la melodía de El diccionario, aunque sus tonos no sean perfectos y contengan cierto ruido.